# Celle (stad)
Celle [ˈtsɛlə] is een stad in de Duitse deelstaat Nedersaksen en de hoofdstad van de gelijknamige Landkreis. De stad ligt aan de Aller, aan de zuidrand van de Lüneburger Heide. Celle telt 69.399 inwoners en is een van de zeven Große selbständige Städte in Nedersaksen.

## Stadsindeling
De stad bestaat uit de volgende stadsdelen, veelal dorpen in aangrenzende, in het verleden geannexeerde, buurgemeentes. Het genoemde aantal inwoners is dat per 31 december 2016. 
| Stadsdeel             | Aantal inwoners | Oppervlakte in km² |                                      |
| --------------------- | --------------- | ------------------ | ------------------------------------ |
| Altencelle 1)         | 4.842           | 24,280             |                                      |
| Altenhagen 2)         | 842             | 7,102              |                                      |
| Blumlage/Altstadt 1)  | 8.329           | 4,011              | (hier bevindt zich het stadscentrum) |
| Bostel 2)             | 595             | 5,359              |                                      |
| Boye 1)               | 821             | 8,449              |                                      |
| Garßen 1)             | 2.716           | 32,891             |                                      |
| Groß Hehlen 1)        | 2.790           | 14,950             |                                      |
| Hehlentor 1)          | 7.772           | 3,530              |                                      |
| Hustedt 1)            | 507             | 14,198             |                                      |
| Klein Hehlen 1)       | 6.035           | 4,997              |                                      |
| Lachtehausen 2)       | 625             | 7,461              |                                      |
| Neuenhäusen 1)        | 8.015           | 2,970              |                                      |
| Neustadt/Heese 1)     | 10.827          | 10,216             |                                      |
| Scheuen 1)            | 1.064           | 13,093             |                                      |
| Vorwerk 1)            | 3.222           | 3,894              |                                      |
| Westercelle 1)        | 6.881           | 7,967              |                                      |
| Wietzenbruch 1)       | 4.837           | 10,671             |                                      |
| Totaal per 31-12-2016 | 70.473          | 176,045            |                                      |

1) Inwonertal per 31-12-2018; bron: website gemeente Celle, subpagina's van de diverse Ortsteile.
2) Inwonertal per 31-05-2019; bron: website gemeente Celle, subpagina's van de diverse Ortsteile.

## Geografie, verkeer, vervoer
Celle is de grootste stad bij de Lüneburger Heide, en ligt ongeveer 40 km ten noordoosten van Hannover, 60 km ten noordwesten van Braunschweig, en 120 km ten zuiden van Hamburg. De oppervlakte van de gemeente bedraagt ongeveer 175 km².

### Buurgemeentes
- 95 km noordoostwaarts: Lüneburg
- 110 km noordwestwaarts: Bremen
- 50 km noordwestwaarts: Walsrode
- 120 km noordwaarts: Hamburg
- 65 km westwaarts:Nienburg/Weser
- 65 km oostwaarts: Wolfsburg
- 270 km oostwaarts: Berlijn
- 60 km zuidwaarts: Hildesheim
- 40 km zuidwestwaarts: Hannover
- 65 km zuidoostwaarts: Braunschweig (Brunswijk)

### Omgeving
Op 23 km ten noorden van Celle ligt  het dorp Bergen in de gelijknamige gemeente, kort voor en in de Tweede Wereldoorlog bekend vanwege het beruchte concentratiekamp Bergen-Belsen.

### Uitbreiding door gemeentelijke herindelingen
De gemeente Celle is ten gevolge van gemeentelijke herindelingen in twee fasen uitgebreid tot de huidige omvang. De eerste annexatieronde vond plaats op 1 april 1939. Hierbij werden de gemeenten Altenhäusen, Klein Hehlen, Neuenhäusen, Vorwerk en Wietzenbruch opgeheven en bij Celle gevoegd. De tweede uitbreidingsronde vond plaats op 1 januari 1973. De gemeenten Altencelle, Altenhagen, Alvern, Bostel, Boye, Burg, Garßen, Groß Hehlen, Hustedt, Lachtehausen, Ohe, Scheuen en Westercelle werden opgeheven en toegevoegd aan het grondgebied van de gemeente Celle.

### Autoverkeer
Celle ligt niet dicht bij een Autobahn. De stad wordt voor het wegverkeer ontsloten door de volgende Bundesstraßen:
- B 3, zuidwestwaarts naar Hannover of noordwaarts naar Soltau, vanwaar men na 47 km de A7 naar Hamburg kan nemen;
- B 191 noordoostwaarts richting Uelzen;
- B 214 westwaarts via veel plaatsen in Noord-Duitsland helemaal tot Lingen (Ems) bij de Nederlandse grens, of zuidoostwaarts naar Braunschweig (Brunswijk).

Daarnaast zijn er goede wegen  (Landesstraßen) voor plaatselijk verkeer in alle richtingen.

### Scheepvaartverkeer
In Celle mondt van rechts het 38 km lange beekje  de Lachte en verder stroomopwaarts van links de 110 km lange zijrivier Fuhse (die ook door  Peine stroomt) uit in de Aller. De Aller zelf deelt zich in twee armen, die een eiland omsluiten, waarop zich onder andere het havengebied bevindt. De oude binnenstad ligt op de linkeroever.
De Aller is vanaf Celle voor vrachtschepen bevaarbaar.
Op de andere wateren is, zeer beperkt omdat deze wateren en hun  oevers deels vogelreservaat zijn, watersport (kanoën) mogelijk.

### Treinverkeer

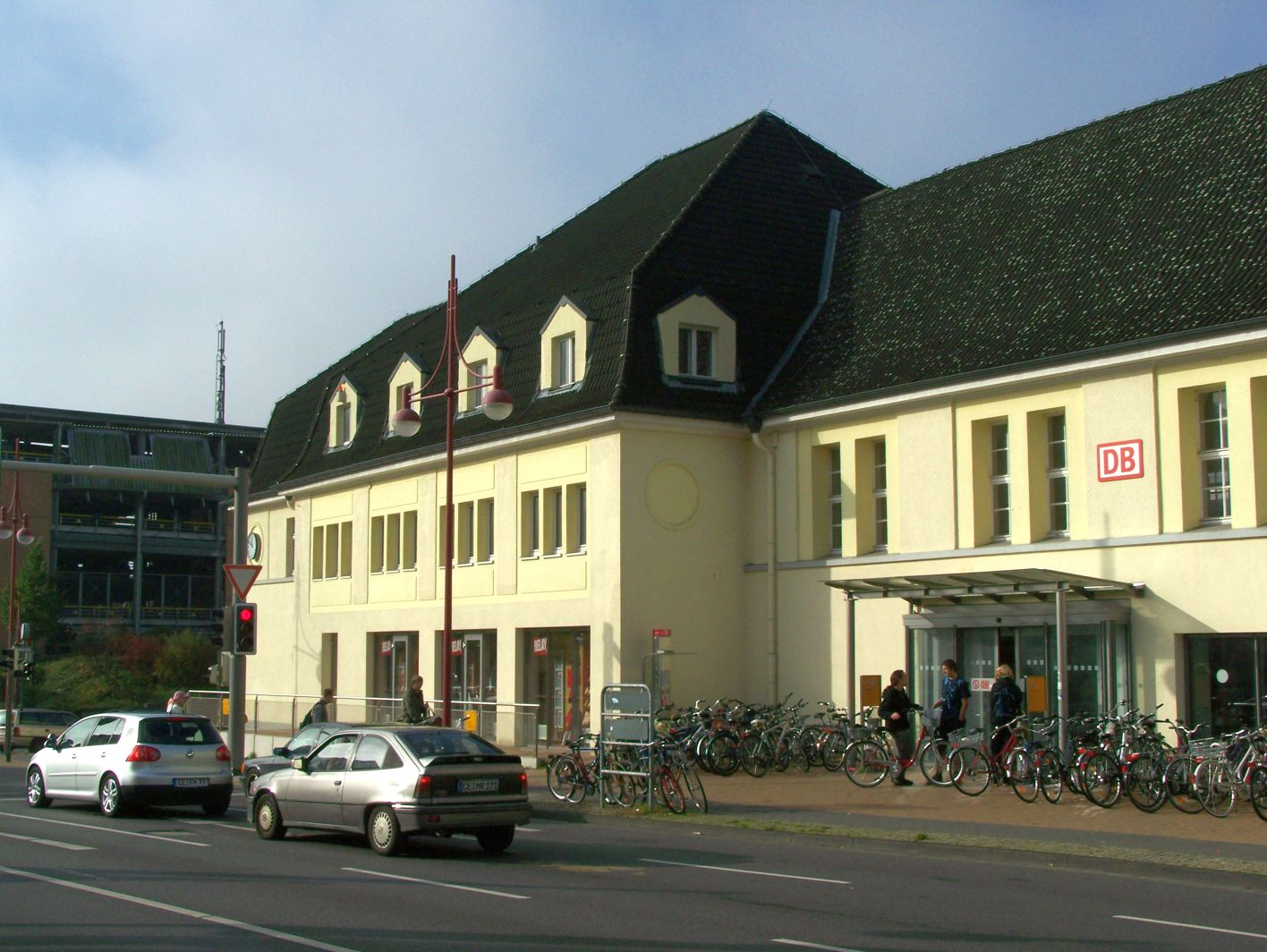
Stationsgebouw
Lijnenkaart S-Bahn Hannover; Celle ligt geheel rechts boven.

Sinds 1845 heeft de stad een treinstation. Reizigerstreinen vanuit Hannover (Celle is eindpunt van twee stadsspoorlijnen van Hannover) en Hamburg stoppen er, en stoptreinen naar Uelzen. Vroeger, tot 1976 had de stad nog een, alleen via een voetbruggetje over de Aller bereikbaar, tweede station, Celle Nord. Dit station is gesloopt op het hoofdgebouw na, dat nu een kantoorpand is. Ten zuiden van het nog bestaande station Celle is een goederenstation. Daar is ook een particulier bedrijf gevestigd, dat zich met onderhoud aan locomotieven en treinwagons bezighoudt. 
Het station Celle ligt een eind ten westen van het centrum. Via het langgerekte plantsoen Trift loopt men vandaar eerst langs het Slot Celle, dat het westelijk deel van het centrum beslaat, verder de binnenstad in.

### Luchtverkeer
- In Ortsteil Scheuen ligt Flugplatz Celle-Arloh, ICAO-code EDVC. Het vliegveldje met één 800 m lange graspiste wordt voor de zweefvliegsport gebruikt.
- Zie voor de militaire vliegvelden hierna: Economie.

## Economie
De belangrijkste industrietak van de stad Celle is de aardolie- en aardgaswinning. Celle heeft zelf geen oliebronnen of  -raffinaderijen, maar van 1899 tot 1963 was dat in de nabije dorpen Wietze en Hänigsen wel het geval. Enkele grote, wereldwijd opererende  bedrijven, die technische installaties maken voor de olie- en gaswinning, hebben nog steeds een vestiging in de stad. Geschat wordt, dat hiermee 5.000, anno 2015 zelfs 9.600,  arbeidsplaatsen zijn gemoeid.
De sinds 1918 als sportvliegveld en in de nazi-tijd tot luchtmachtbasis uitgebouwde Fliegerhorst  Celle-Wietzenbruch is na de oorlog blijven voortbestaan (voor o.a. de Britse Royal Air Force) en is thans in gebruik bij diverse legeronderdelen van de Bundeswehr. De basis heet thans: Heeresflugplatz Celle „Immelmann-Kaserne“ (ICAO-code: ETHC, IATA-code: ZCN). De geasfalteerde start- en landingsbaan meet 1831 × 45 meter. Alleen militair vliegverkeer en inzet van helikopters e.d. bij calamiteiten is toegestaan. Deze luchtmachtbasis, alsmede de andere kazernes in de stad, zijn van belang voor de werkgelegenheid. De vliegbasis ligt in stadsdeel Wietzenbruch, iets minder dan 5 km ten zuidwesten van de stadskern.
Noordelijk van de  Bundesstraße B 191 ten noorden van het dorp Altenhagen, en bij de Bundesstraße B3 in stadsdeel Westercelle, bevinden zich grote bedrijventerreinen voor midden- en kleinbedrijf.
In de noordelijke stadswijk Hehlentor bevindt zich het grote stedelijke ziekenhuis, een rechtbank (Landessozialgericht) alsmede een veterinair researchinstituut  van de Duitse overheid, waar onderzoek naar veeziekten wordt gedaan.
Het stadsdeel Klein-Hehlen herbergt een fabriek van drukinkt, een deels 16e-eeuwse wetenschappelijke bibliotheek van 62.000 boekdelen, voornamelijk over kerkelijk recht,  en een opleidingsinstituut voor brandweerlieden.
De wijk Neuenhäusen herbergt veel kantoren van allerlei ambtelijke instellingen, dienstverleners en adviseurs. Deze zijn vaak in statige  18e-, 19e- en vroeg 20e-eeuwse panden gehuisvest. In stadsdeel Vorwerk staat een fabriek van knäckebröd.

## Geschiedenis

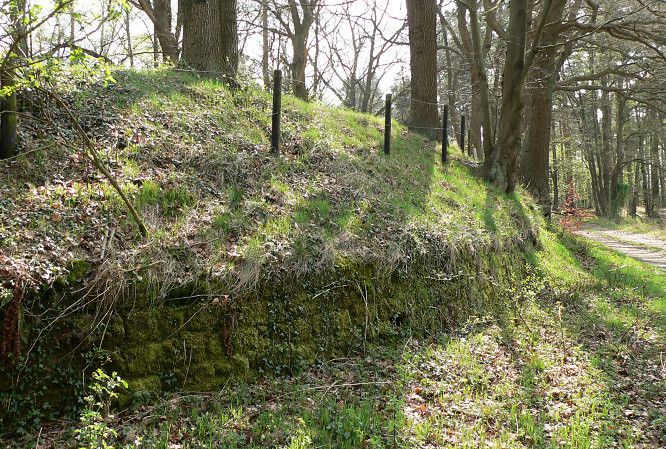
Ringwal bij Altencelle, vliedberg uit de 10e eeuw
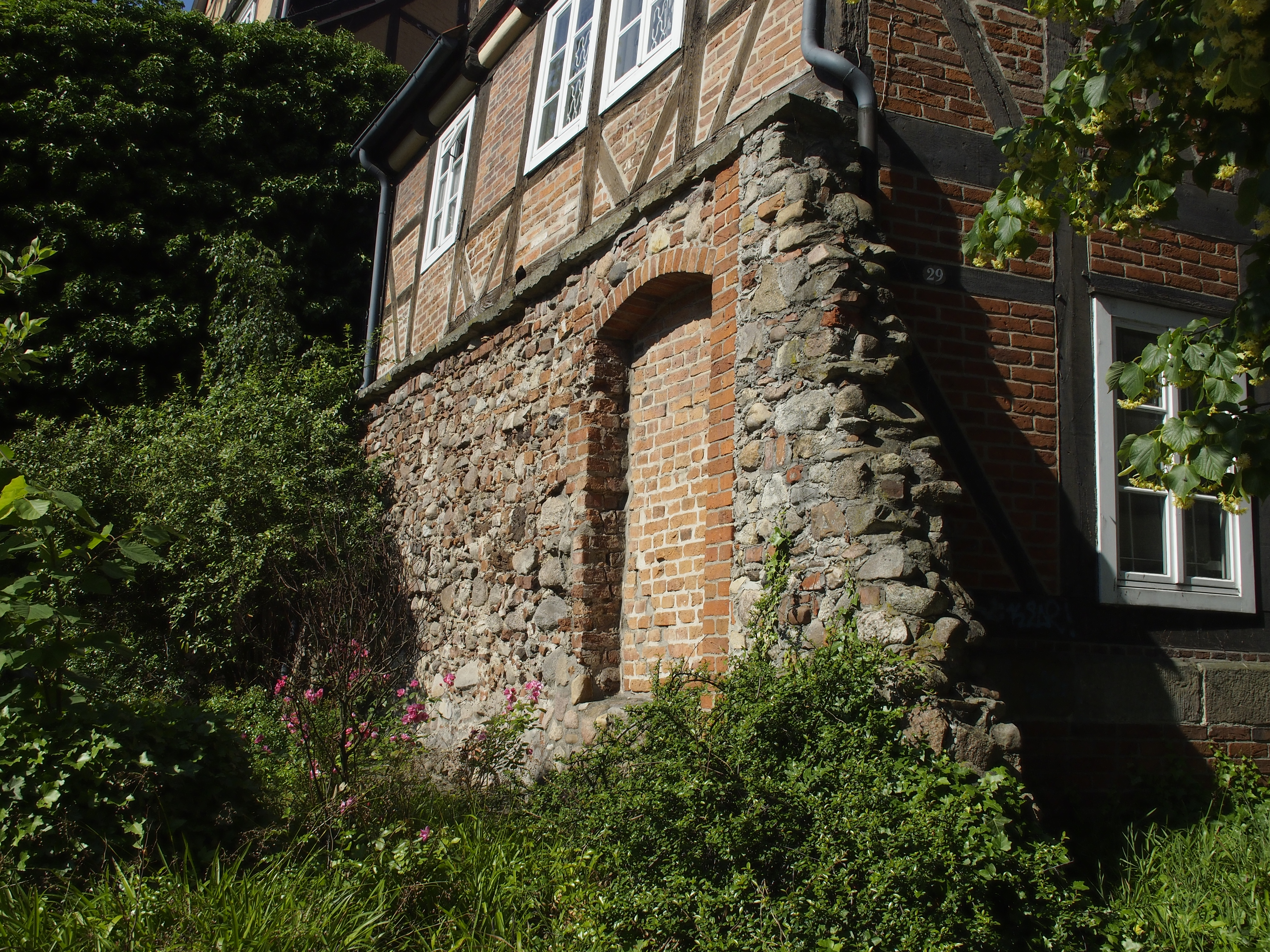
Stadsmuurfragment op een huis in Celle
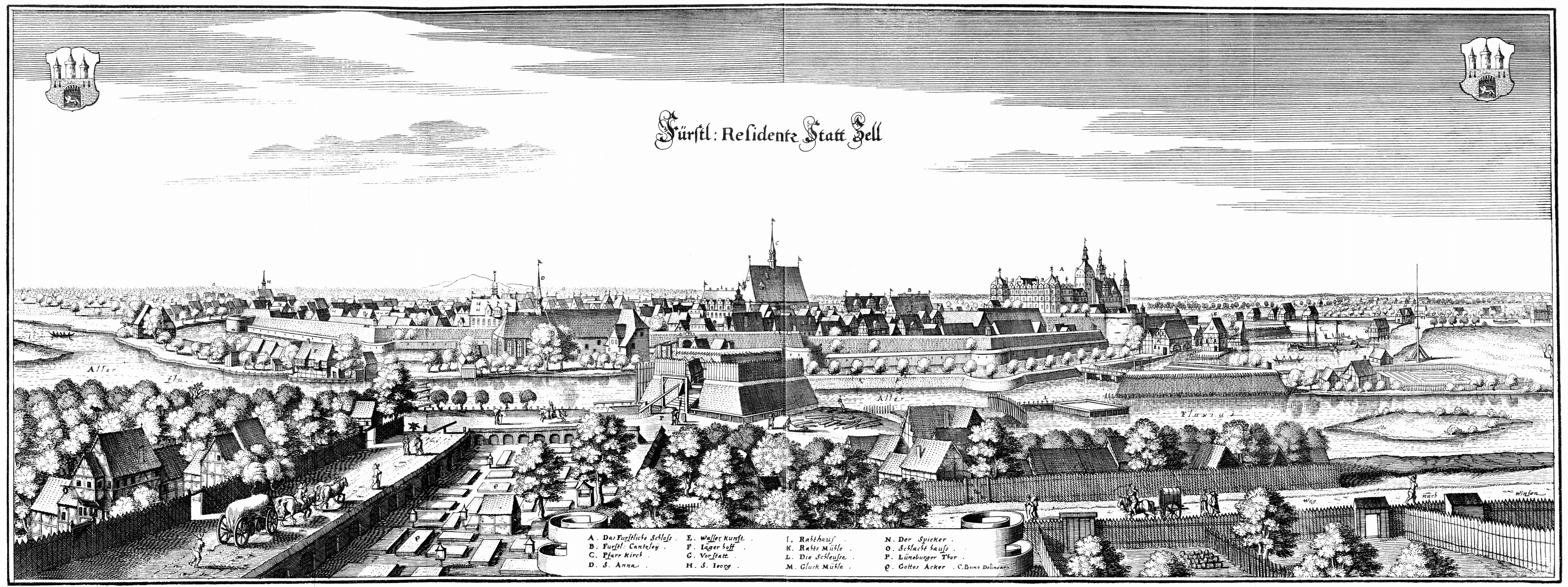
Het Hehlentor in de stadsmuur van Celle (Merian-prent, 1654)
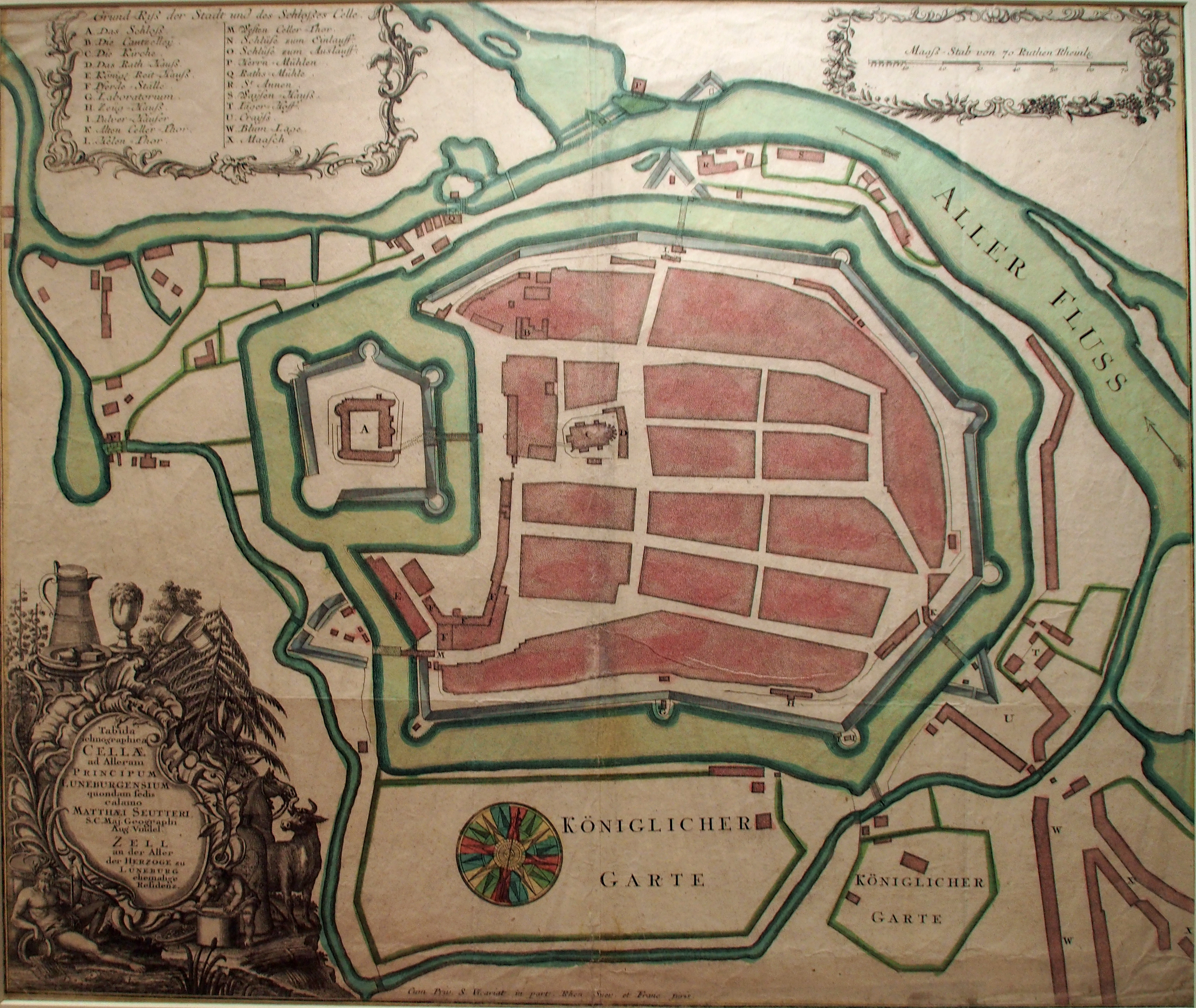
Kaart van Celle met de stadswallen, het kasteel en de Franse Tuinen, 1740
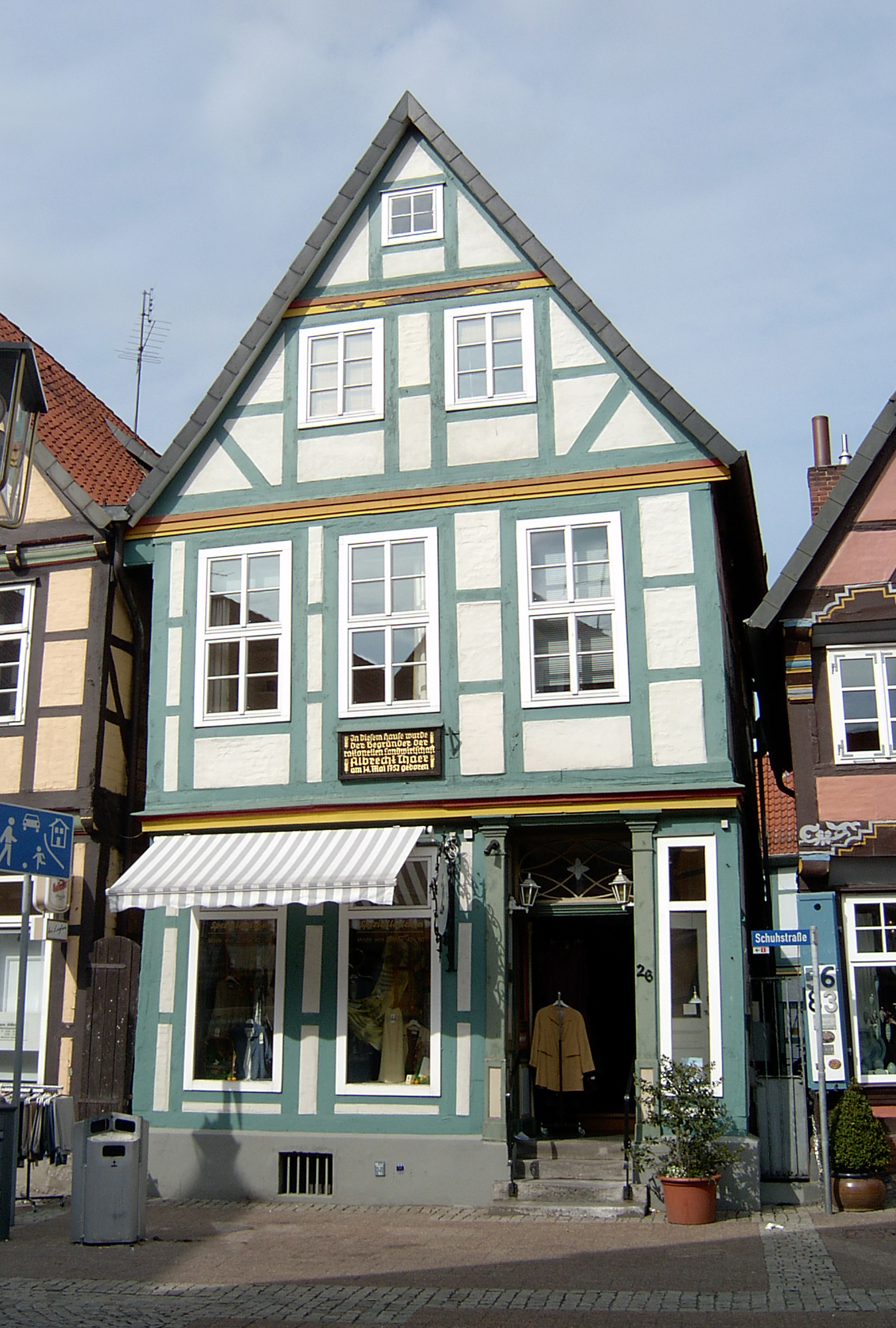
Geboortehuis van Albrecht Daniel Thaer in Celle
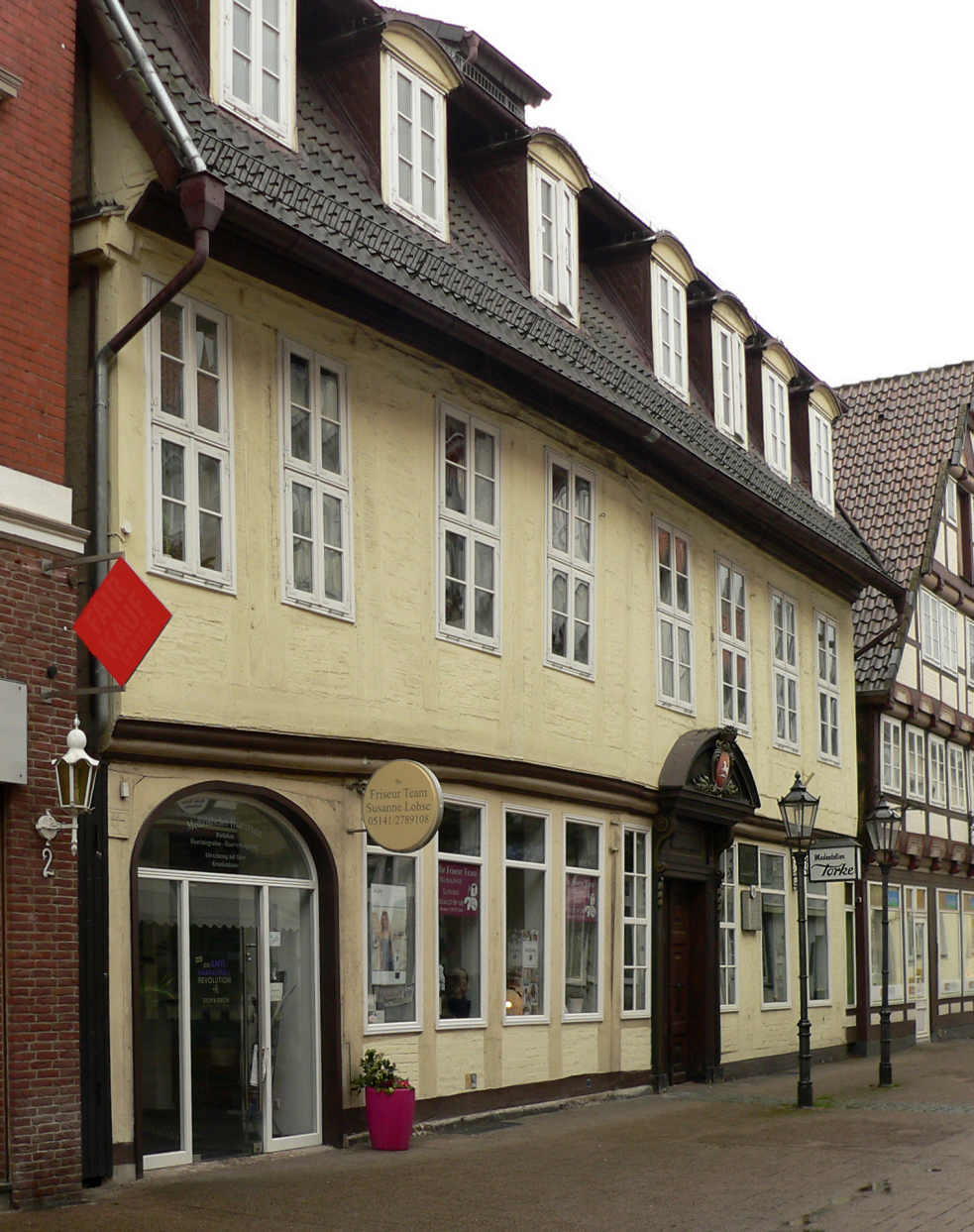
Woonhuis van A.D. Thaer aan de Runde Straße in Celle 1781-1804
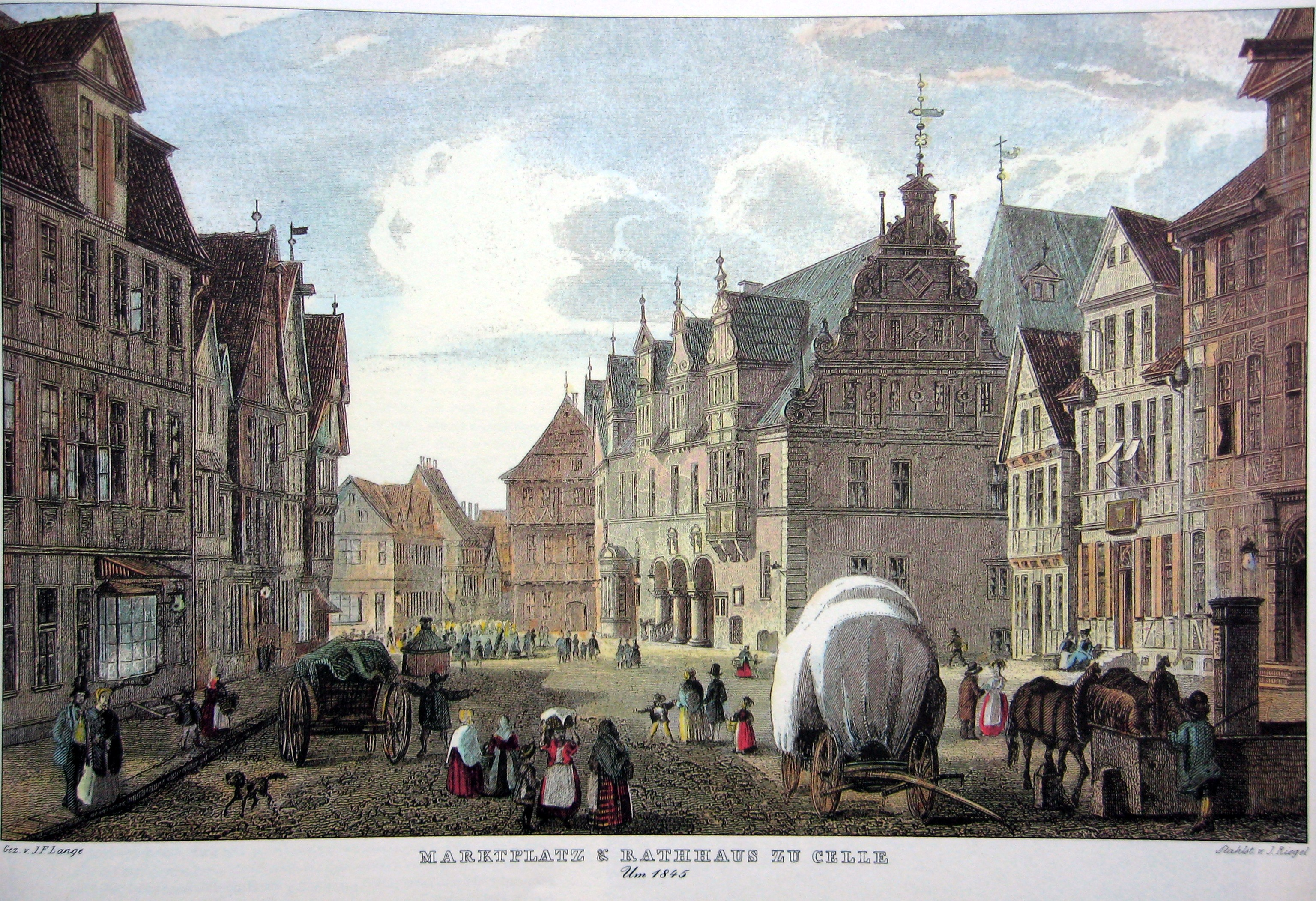
De Marktplatz anno 1845
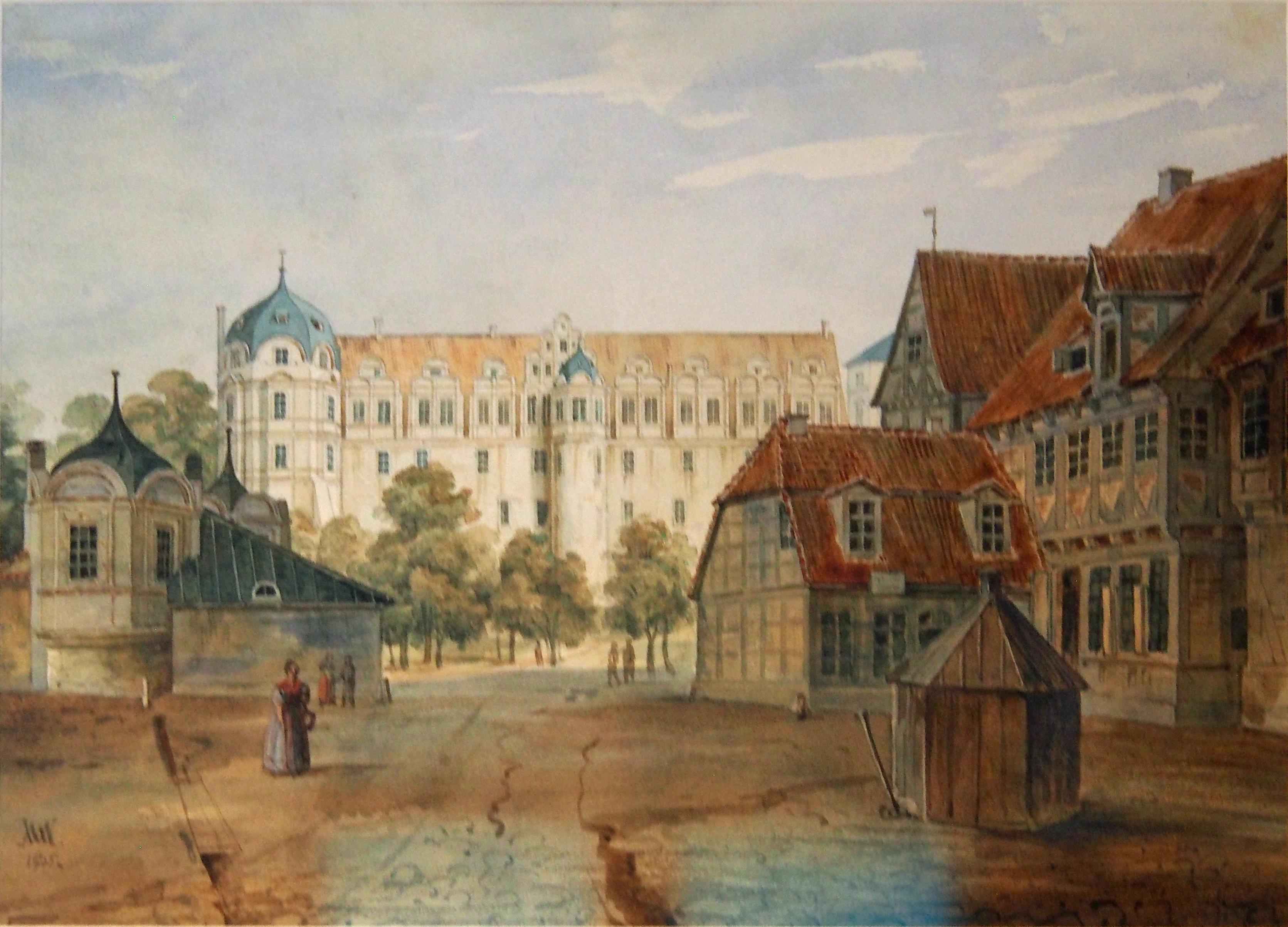
1835 – Gezicht op het Slot van Celle
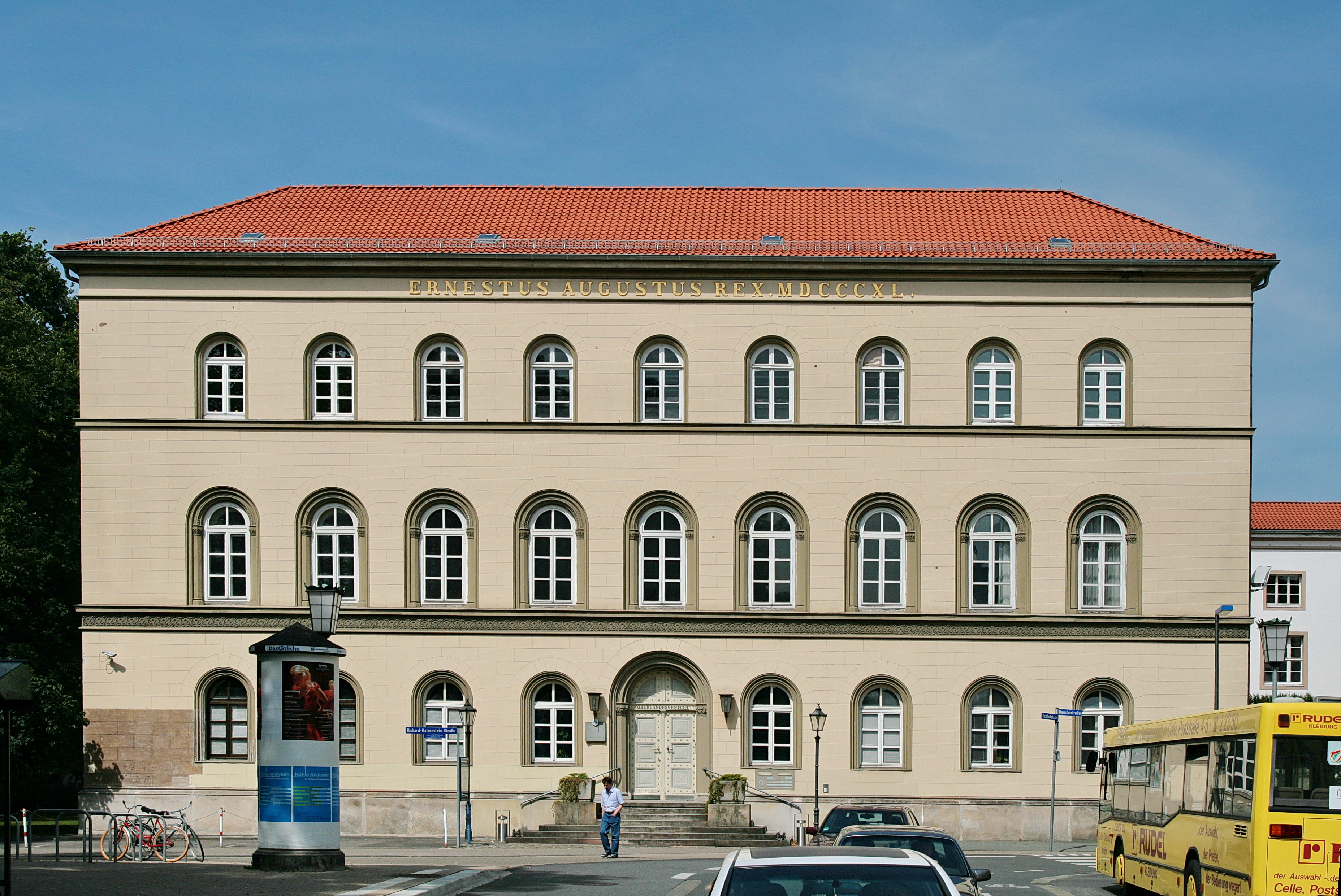
Gebouw van het voormalige Oberlandesgericht
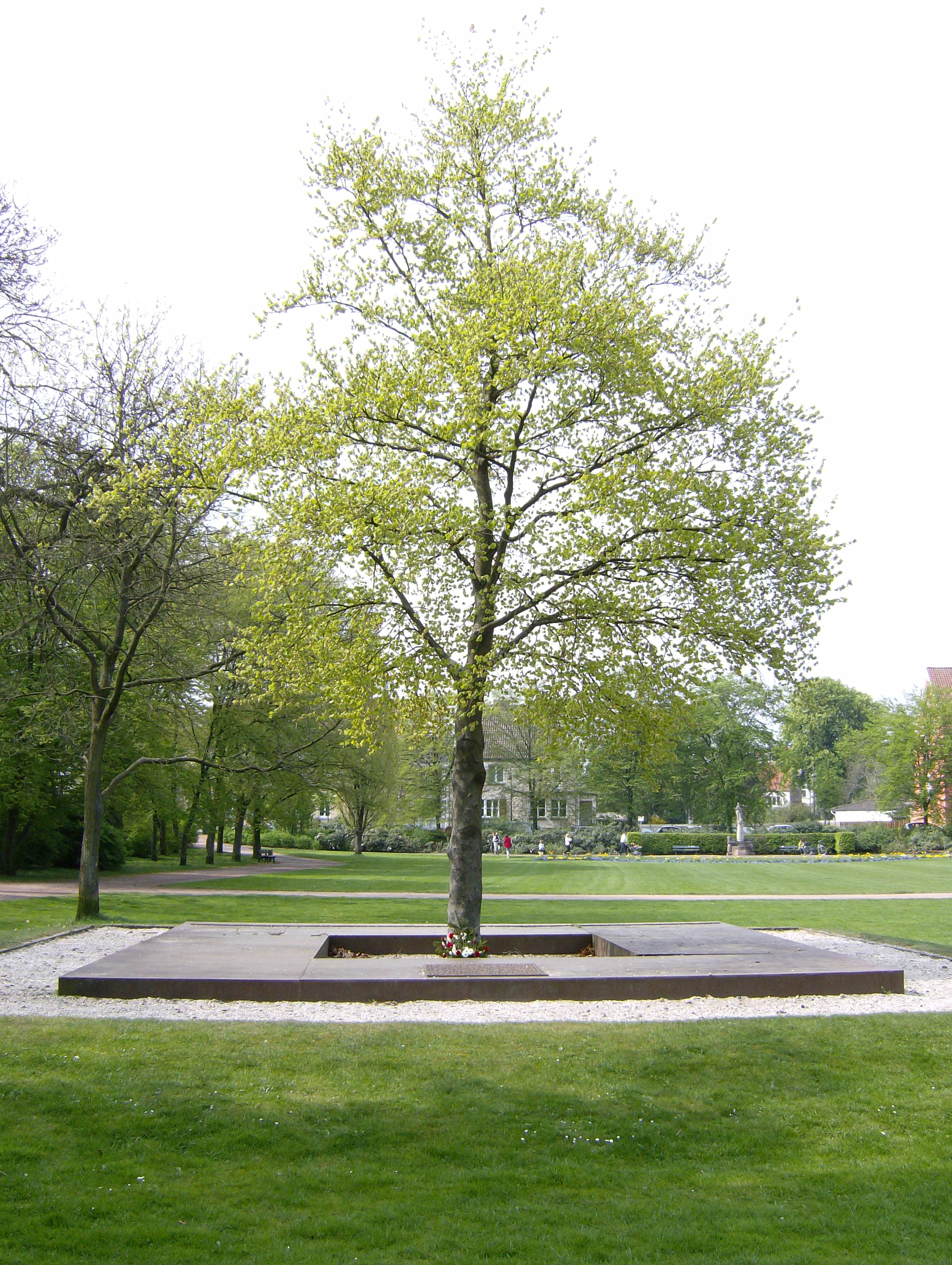
Monument parkeergarage aan de straat Trift  ter herinnering aan de Celler Hasenjagd (massamoord in de nazi-tijd)
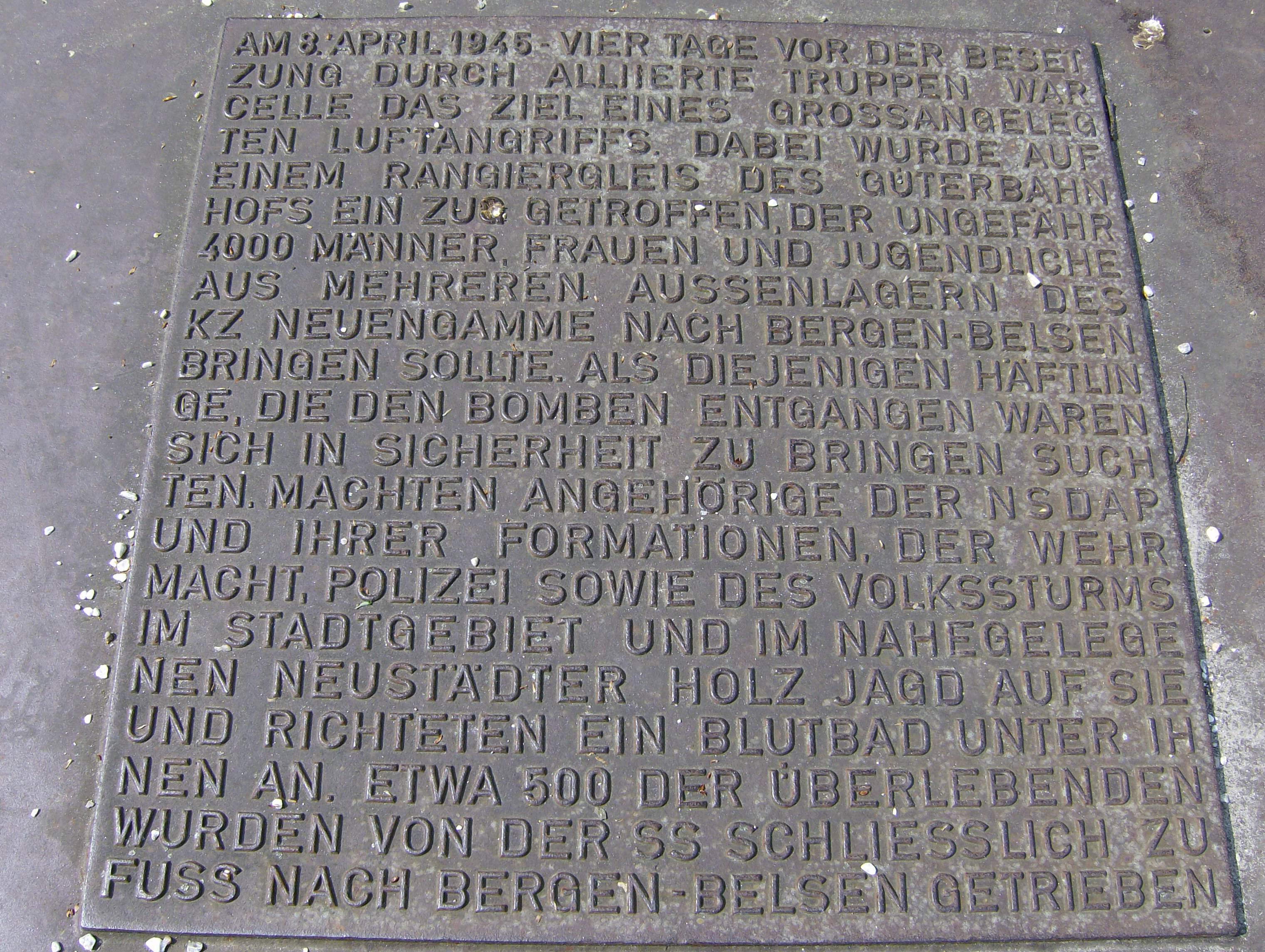
Inscriptie van dit monument
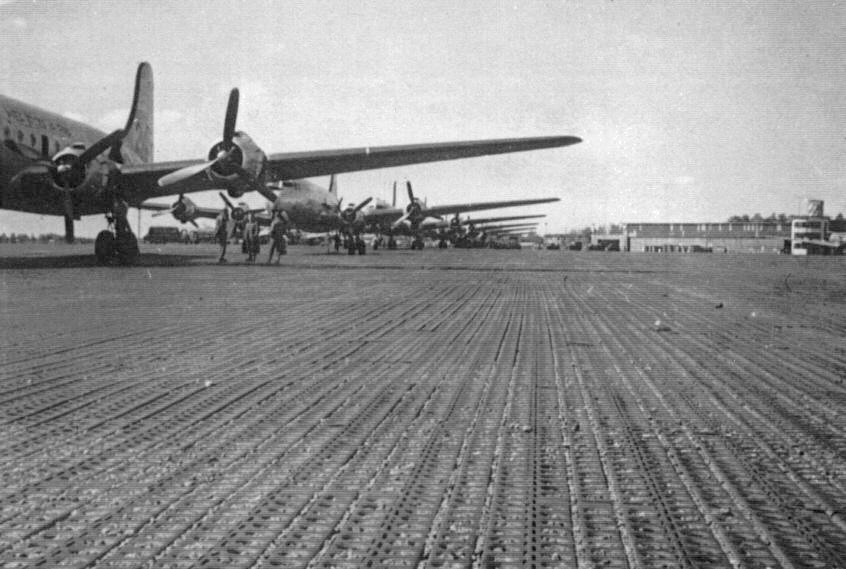
Douglas C-54 Skymaster klaar voor deelname aan de Berlijnse luchtbrug, 1949
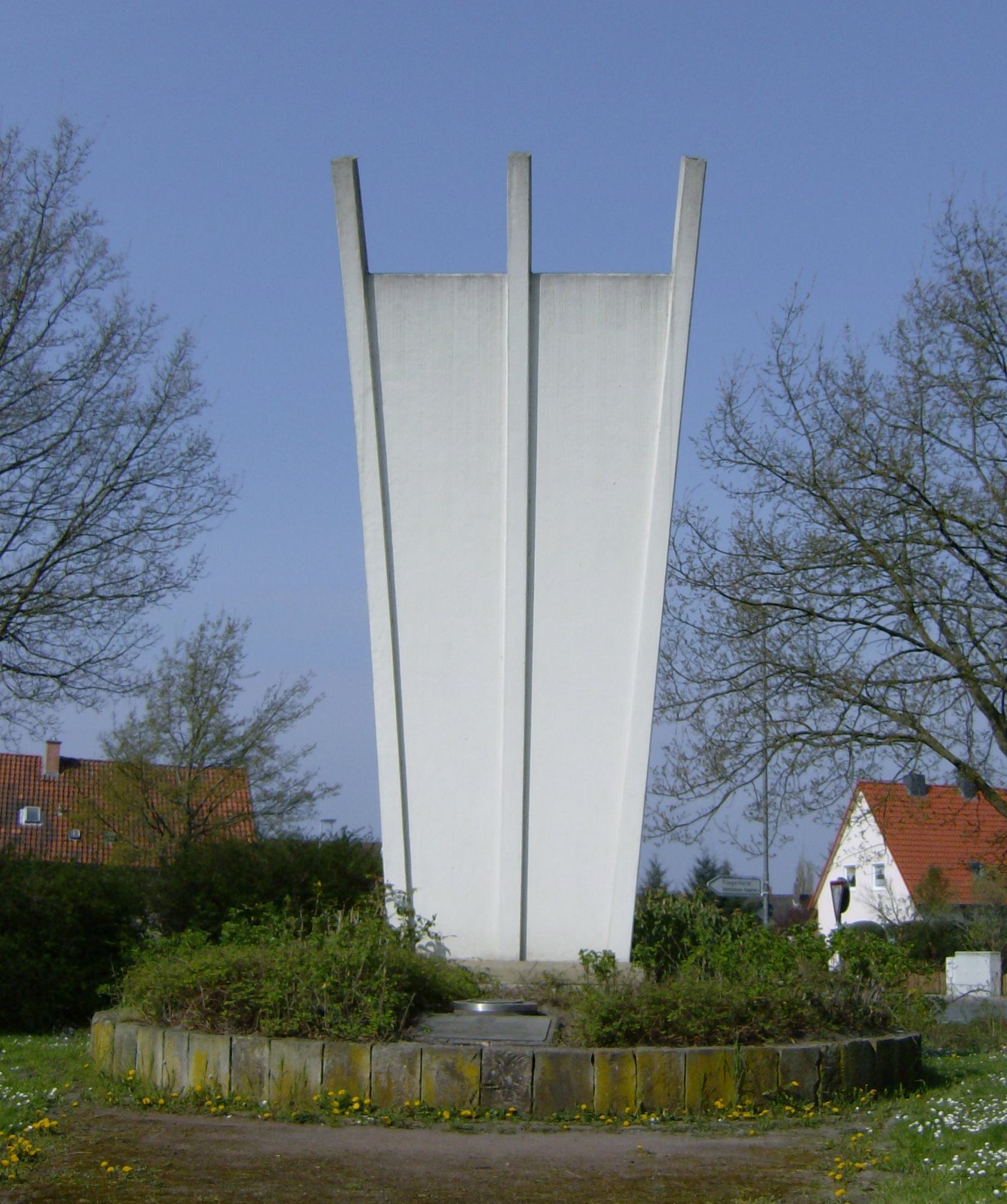
Monument Luchtbrug van Berlijn (1948-49) bij het militaire vliegveld
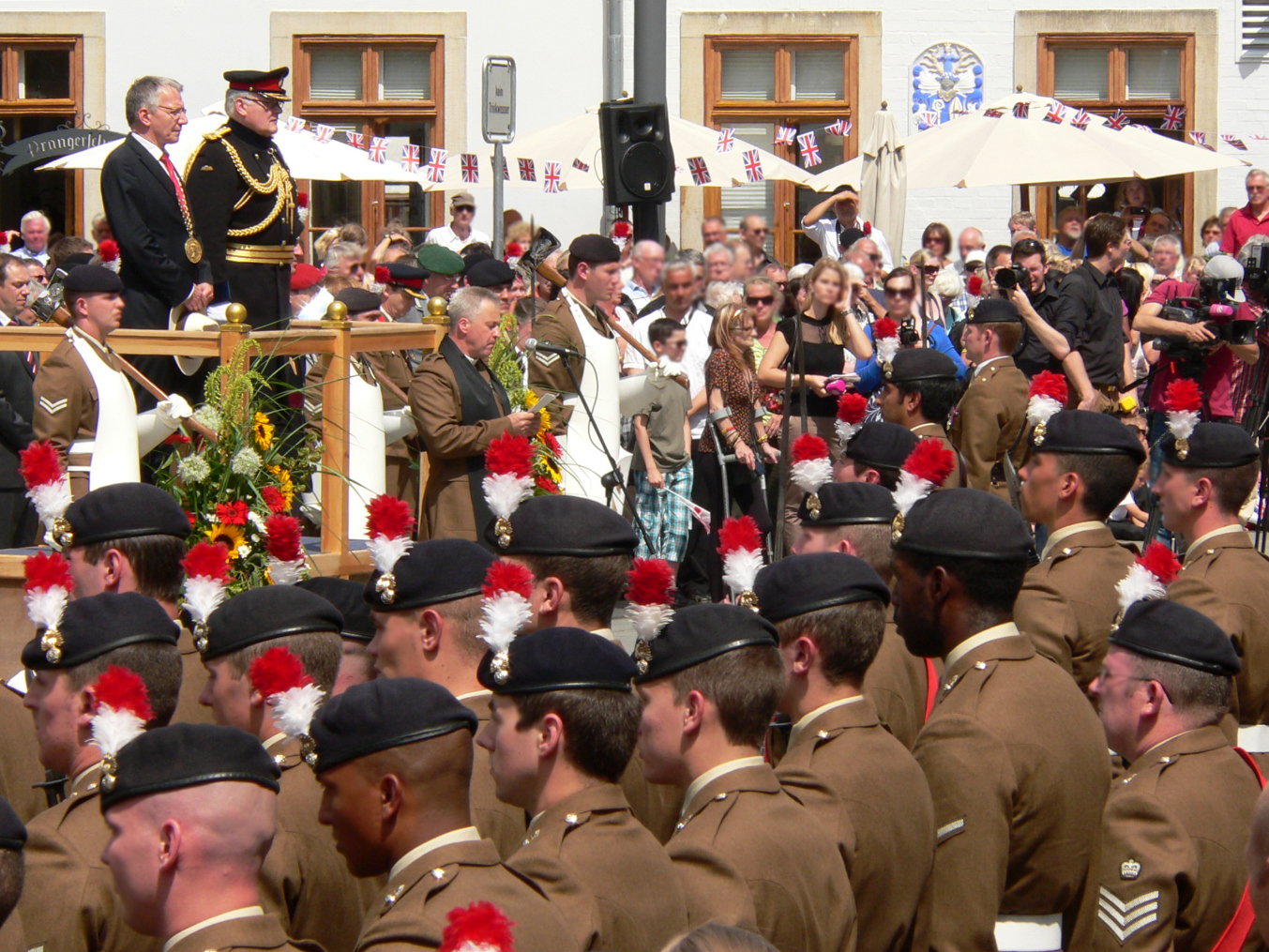
Afscheid van het Britse Royal Regiment of Fusiliers door de Celler Oberbürgermeister Dirk-Ulrich Mende  en generaal Sir Peter Wall, 2012

### Tot 1648
De eerste vermelding van Celle (Kellu, wat nederzetting aan de rivier betekent) dateert van 986, maar dit Kellu was niet het huidige Celle, maar het vier kilometer oostelijker gelegen Altencelle, dat in 1249  al stadsrechten kreeg. Al in de 11e eeuw beschikte Celle over muntrecht: munten uit de stad zijn op het eiland Sandoy in de Faeröer teruggevonden. 1292 kan als het jaar van de stichting van de huidige stad gezien worden, omdat hertog Otto de Strenge in dat jaar de burcht en het hof vanuit Altencelle hierheen verplaatste. In 1378 werd Celle de residentie van de hertogen van Saksen-Wittenberg en maakte de facto deel uit van het Hertogdom Brunswijk-Lüneburg. Vanaf 1433 resideerden er de hertogen van Brunswijk-Lüneburg. Celle was inmiddels een belangrijke handelsplaats op de route tussen Brunswijk en Bremen: goederen konden vanaf hier respectievelijk tot hier per schip worden vervoerd.
Toch had Celle in de middeleeuwen en de 16e eeuw slechts enkele duizenden inwoners. De bevolking groeide maar langzaam  en liep door de talrijke oorlogen, pest- en andere epidemieën en hongersnoden steeds weer terug.
Het bij de stad getrokken dorp Bostel bestaat zeker al sinds 1060; Boye sinds 1231. Groß Hehlen bezat al in 1235 een parochiekerk, mede  voor de omliggende dorpen (St. Cyriacuskerk). 
Sedert de op initiatief van hertog Ernst I van Brunswijk-Lüneburg, Ernst de Belijder, al in 1524 doorgevoerde  Reformatie is de overgrote meerderheid van de christenen in de stad evangelisch-luthers.

### 1648-1933
In de periode 1665-1705 beleefde Celle een bloeiperiode als adellijke residentie onder hertog George Willem. In deze periode werden de Franse en Italiaanse tuinen aangelegd en het nog altijd gebruikte barokke slottheater gebouwd. Ook ontstonden in het eind van de 17e en in de 18e eeuw  de noordelijke voorstad Hehlentor bij de oude poort richting het noordelijker dorp Groß Hehlen en de zuidwestelijke voorstad Neuenhäusen. De Blumlage is een straat van het centrum zuidoostwaarts, waarlangs ook al in de 17e eeuw bebouwing ontstond.
In 1705 stierf de laatste Celler hertog en werd het vorstendom geërfd door de Welfen. George Lodewijk werd als George I koning van Groot-Brittannië. Nog steeds zijn daardoor de banden met Engeland nauwer dan in vele andere steden van Duitsland. Ter compensatie van het verlies van haar status als residentiestad kreeg Celle verschillende bestuurlijke en juridische instellingen binnen haar grenzen.
In 1735 richtte de Engelse koning George II (keurvorst van Hannover) het beroemde Landgestüt Celle op. Dit is tot op heden de vestigingsplaats van de officiële stoeterij van de Hannoveraan. Het doel van George II was de plaatselijke bevolking tegen een geringe vergoeding hengsten van bijzondere kwaliteit aan te bieden.
In 1751 werd het dorp Bostel door brand volledig verwoest.
De nauwe band tussen het heersende hertogelijke, na 1803 zelfs in het kader van het Koninkrijk Hannover koninklijke, Huis Hannover en het Verenigd Koninkrijk leidde ook op militair gebied tot een band met de Britse strijdkrachten. Adolf van Cambridge, onderkoning van Hannover, riep in 1842 in de Celler stadswijk Altenhäusen een naar hem genoemd cavalerieregiment in het leven, waarvoor ook een kazerne, de Cambridge-Dragonders-Kazerne, werd gebouwd. Deze CD-Kaserne  werd pas in 1996 gesloten, het uitgestrekte terrein herbergt thans o.a. kantoren, scholen, een rechtbank en twee jongerenontmoetingscentra. 
Door de industrialisering begon Celle in de 19e eeuw sterk te groeien. Al in 1845 had de stad een spoorwegstation. In 1818 woonden er circa 8.800 mensen in de stad, tegen ca. 20.000 mensen rond 1900.
De aardoliewinning vanaf 1899 in Wietze, ten westen van Celle, maakte modernisering van de infrastructuur dringend nodig. In 1908 werd de Aller stroomafwaarts van Celle door de bouw van o.a. sluizen voor vrachtschepen bevaarbaar gemaakt. Ook de spoorverbindingen werden verbeterd.
De Celler nieuwbouwwijken uit de jaren 1925-1933, ontworpen door Otto Haesler in de stijl van het Nieuwe Bouwen, waaronder ook sociale woningbouw,  worden tot de meest geslaagde in deze stijl in geheel Duitsland buiten de stad Berlijn gerekend.

### Nazi-tijd en Tweede Wereldoorlog  (1933-1945)
Omstreeks 1928 had Celle een textielspinnerij. Deze werd in 1936 genationaliseerd en omgezet in een GmbH met geheime boekhouding: het werd de fabriek, waar zijde voor de  parachutes van de beruchte Fallschirmjäger werd gemaakt.
Tijdens de Kristallnacht van 1938 werd de synagoge van Celle niet geheel verwoest, omdat zich in de nabijheid oude vakwerkhuizen bevonden; na de oorlog werd het godshuis gerestaureerd. Celle werd daarna berucht, omdat het vaak het laatste "normale" station van de treinen naar concentratiekamp Bergen-Belsen was.
In de huidige gemeente waren veel militaire activiteiten. In stadsdeel Wietzenbruch was een grote militaire luchtmachtbasis en in stadsdeel Hustedt-Waldkater een kleinere. Vanaf deze laatste zijn na de verovering door de Geallieerden (april 1945) nog enige van de gevechtsvliegtuigen vertrokken, die op 3 mei 1945 de Cap Arcona bombardeerden.
De oude binnenstad is overigens ongeschonden uit de Tweede Wereldoorlog gekomen, omdat alleen het stationsgebied werd getroffen door geallieerde luchtbombardementen.
Op 8 april 1945 vond ook zo'n bombardement plaats. Op het spoorwegemplacement stond op dat ogenblik een trein, waarin zich 4.000 gevangenen uit nabijgelegen concentratiekampen bevonden. Deze trein werd ook door de bommen geraakt, waarbij honderden gevangenen omkwamen. Meer dan 500, wellicht zelfs duizend anderen echter wisten te ontsnappen naar een klein bos ten westen van de stad, het Neustädter Holz. In de daarop volgende dagen werden dezen vrijwel allemaal door de SS en door inwoners van Celle opgejaagd en gepakt; zeker 170 van hen werden daarbij doodgeschoten, 500 op een dodenmars naar het concentratiekamp teruggestuurd. Deze gruwelijke moordpartij is met een cynische benaming als de Celler Hazenjacht (Celler Hasenjagd) de geschiedenis in gegaan.
De vernietiging van de stad kon worden voorkomen door overgave van de stad aan de Geallieerde troepen op 12 april 1945.

### 1945-heden
Na de bevrijding werd -min of meer gedwongen, maar later toch, als NAVO-bondgenoten, vriendschappelijk- de band tussen Celle en de Britse British Army hersteld. Britse troepen waren van 1945 tot 2012 in kazernes in en om Celle gelegerd. Zie ook: British Army of the Rhine.
De stad werd in 1945 ook meteen geconfronteerd met het probleem van de toeloop van Heimatvertriebene uit o.a. de door Duitsland aan Polen afgestane gebieden. De bevolking groeide hierdoor met 17.000 opgenomen ontheemden.
Het militaire vliegveld van Celle-Wietzenbruch was een van de vertrekpunten voor bevoorradingsvliegtuigen tijdens de Berlijnse luchtbrug in 1948-49.
Het stadsdeel Scheuen bestond van 1870 tot 2006 vooral uit kazernes, schiet- en exercitieterreinen en munitiedepots. In de Eerste Wereldoorlog was hier een groot kamp voor krijgsgevangenen gevestigd. In 2006 verliet de Bundeswehr de laatste kazerne in deze wijk. Eén schietterrein is nog in militair gebruik; een ander schietterrein dient als oefencentrum voor mensen, die hun jachtakte willen halen en daar de vereiste schietvaardigheid opdoen. Verder is een van de voormalige militaire gebouwen tegenwoordig als jezidi-cultuurcentrum in gebruik.
Met de grote herindelingsoperatie die in de jaren 1970 plaatsvond in Duitsland, verloor de stad op 1 januari 1973 de status van stadsdistrict en werd door het verlies van deze status een gemeente in het district Celle. De stad werd tevens ingedeeld in de regio Lüneburg. De plaatsen Ummern, Pollhöfen en Hahnenhorn werden ingedeeld bij het district Gifhorn. In 2004 werden in het kader van een bestuurshervorming alle regio's in de deelstaat Nedersaksen echter opgeheven.
Ook kerkelijk vond een gebiedsherindeling plaats. Sindsdien bestuurt het Kerspel Hohne zes parochies (Hohne, Helmerkamp, Spechtshorn, Ummern, Pollhöfen en Hahnenhorn) in twee districten.
Van 1967 tot 1997 had het bedrijf Telefunken in Celle een fabriek, waar kleuren-televisietoestellen werden gemaakt. In de jaren 1970 kwam het wel eens voor, dat hier meer dan 2.500 mensen werkten. Het voormalige fabrieksterrein is nu een winkelcentrum.
In augustus 1975 woedde een zeer grote bosbrand op de Lüneburger Heide, waarbij 80 km2 natuurgebied verloren ging. Daarbij ontstond ook gevaar voor de buitenwijken van Celle. Alleen in het bij Celle behorende Hustedt brandden uiteindelijk enkele huizen en schuren af.
Op 25 juli 1978 voerde de binnenlandse veiligheidsdienst van Nedersaksen (Duits: Niedersächsischer Verfassungsschutz) een gefingeerde aanval uit op de gevangenis van Celle. Sindsdien staat deze affaire bekend als het Celler Loch. Het doel van de operatie was een informant in de Rote Armee Fraktion binnen te loodsen omdat deze de terrorist Sigurd Debus probeerde te bevrijden.

## Bezienswaardigheden
- Het voornaamste bouwwerk is het hertogelijke slot in de stijl van de Wezerrenaissance. In het slot is het Residenzmuseum gevestigd, o.a. bestaande uit 16e-eeuwse Italiaanse kunst.
- Het rijk versierde Hoppenerhaus (1532)
- De binnenstad van Celle is rijk aan schilderachtige vakwerkhuizen, waarvan de oudste uit de vijftiende eeuw dateren. Een aantal vakwerkhuizen is na sloop in de 20e eeuw naar origineel model herbouwd.  Het historische centrum is in de Tweede Wereldoorlog gespaard gebleven voor bombardementen. Dit geldt ook voor de vanuit het centrum zuidoostwaarts lopende straat Blumlage.
- Het Bomann-Museum, dicht bij het kasteel, is enerzijds een aan plaatselijke geschiedenis, oude ambachten e.d. gewijd streekmuseum, anderzijds zijn er afdelingen, gewijd aan miniatuurkunst en het werk van de plaatselijke kunstenaar Eberhard Schlotter.
- In hetzelfde gebouw is het Kunstmuseum Celle gevestigd, onder andere met werk van schilders en andere kunstenaars uit de regio. Het belangrijkste onderdeel van dit museum is de Sammlung Robert Simon. Dit is de in een stichting ondergebrachte privé-collectie van de kunstverzamelaar Robert Simon. Deze bestaat uit werken van kunstenaars uit de periode van plm. 1960 tot heden. Er zijn werken van Joseph Beuys en Timm Ulrichs onder, en ook een collectie light art, lichtkunst, o.a. werk van Otto Piene. Daarom is het een 24-uurs-kunstmuseum, dat gedeeltelijk ook 's nachts geopend is.
- De evangelisch-lutherse Marienkirche (O.L.Vrouwekerk) werd voltooid in 1308, en is van binnen rijk in barokstijl ingericht  met o.a. de grafmonumenten van de hertogen, die in Celle geresideerd hebben; ze wordt ook wel Stadtkirche genoemd; de kerk werd vanaf de 16e eeuw diverse keren gerenoveerd; de kerktoren dateert pas van 1913.
- De evangelisch-lutherse St.Georgskirche (St. Joriskerk) in Blumlage, dicht bij het centrum, in 1652 gebouwd op de plaats van een vroegere leprozenhuiskapel buiten de middeleeuwse stadsmuur
- De synagoge (1740), een van de weinige Joodse godshuizen die na de Holocaust gespaard zijn gebleven; sinds 1974 weer in gebruik voor de Joodse eredienst
- De rooms-katholieke Ludwigskirche (1838) werd in classicistische stijl gebouwd. Het interieur is deels laat 19e-eeuws, deels van na de Tweede Wereldoorlog.
- Het Oude Raadhuis, waarvan een deel van het uit 1292 daterende, gotische gebouw bewaard is gebleven, toen het in Wezerrenaissancestijl  in 1579 gerenoveerd werd, heeft tot 1999 als stadhuis dienst gedaan. Nu zijn er o.a. het plaatselijke toeristenbureau (toegangsdeur naast de bewaard gebleven rode schandpaal) en een homeopathiepraktijk in gevestigd.
- Het Nieuwe Raadhuis, in 1873 oorspronkelijk gebouwd als kazerne
- De 14e-eeuwse Marcuskerk te Garßen
- De deels 13e-eeuwse en in de 17e en vroege 18e eeuw ingrijpend gerenoveerde St. Cyriacuskerk te Groß Hehlen bevat interessante muurschilderingen uit de 15e eeuw.
- Thaers Garten, een stadspark ten noorden van de binnenstad rondom de Thaersche Villa, een uit 1793 daterend, kasteelachtig herenhuis, waarin de kantoren zijn gevestigd van de Stiftung niedersächsische Gedenkstätten. Deze stichting beheert gedenkplaatsen, die met het nazi-verleden en de Holocaust in verband staan, waaronder die van concentratiekamp Bergen-Belsen en van de gevangenis te Wolfenbüttel. Achter Thaers Garten ligt het drassige weiland Dammaschwiese, dat in strenge winters onder water gezet wordt en als schaatsbaan wordt gebruikt.
- De uit 1657 daterende Bonifatiuskerk, een vakwerkgebouw, werd in 1957 gedemonteerd en op de huidige locatie in stadsdeel Klein Hehlen weer opgebouwd.
- Landschapspark Oberes Allertal/ Lachtemündung is een deels onder natuurbescherming staand wetlandreservaat.
- Recreatieplas Silbersee, stadsdeel Vorwerk (2,6 ha., met camping)

## Belangrijke personen in relatie tot de stad

### Geboren
- Sophia Dorothea van Celle (1666-1726), prinses uit het huis Lüneburg en van Engeland
- Albrecht Thaer (1752-1828), landbouwkundige en arts, liet de Thaersche Villa bouwen
- Friedrich Wilhelm Rettberg (1805-1849), theoloog, luthers kerkhistoricus
- Roland Freisler (1893-1945), nazi-jurist en President van het Volksgerichtshof
- Irma Blank (1934-2023)[4], Duits-Italiaans beeldend kunstenares
- Hermann Schridde (1937-1985), springruiter en coach van springruiters
- Christiane Möbus (1947), beeldhouwster en objectkunstenares
- Matthias Blazek (1966), journalist, deskundige inzake de geschiedenis van Celle en omgeving
- Christian Oliver (1972-2024), filmacteur
- Stefan Hild (1978), natuurkundige
- Dustin Brown (1984), Duits-Jamaicaans tennisspeler, won in 2010 samen met Rogier Wassen een toernooi in het herendubbel
- Merle Frohms (1995), voetbalster
- Björn Seeliger (2000), Zweeds zwemmer

### Overleden
- Urbanus Rhegius (1489–1541), reformator en luthers theoloog
- Johann Arndt (1555–1621), postreformatorisch theoloog
- Caroline Mathilde van Wales (1751-1775), Engelse prinses
- Erich Klahn (* 16 mei 1901 in Oldenburg; † 14 oktober 1978), beeldend kunstenaar, maakte vooral triptieken en wandtapijten voor in kerken, kloosters en openbare gebouwen; van 1933-1945 overtuigd nationaalsocialist[5]
- Siegfried Westphal (1902-1982), generaal tijdens WO II

### Overigen
- Hermann Löns (1866-1914), schrijver, dichter en natuurvriend, woonde van 1903-1912 te Celle
- Robert Simon (*1946), uitgever, kunstverzamelaar en mecenas, richtte in 2000 het Kunstmuseum Celle op. Hij is ereburger van de stad Celle.
- Otto Haesler(1880-1962), architect, ontwierp veel gebouwen in de stad Celle in de stijl van het Nieuwe Bouwen.
- Hans Hubertus Bühmann (1921-2014), bosbouwkundige, regionaal politicus en raadslid

## Politiek

### Stadsdelen
De gemeente Celle is ingedeeld in de volgende 17 stadsdelen: Altencelle, Altenhagen, Blumlage/Altstadt, Bostel, Boye, Garßen, Groß Hehlen, Hehlentor, Hustedt, Klein Hehlen, Lachtehausen, Neuenhäusen, Neustadt/Heese, Scheuen, Vorwerk, Westercelle en Wietzenbruch.

### Gemeenteraad
De gemeenteraad telt 42 gekozen leden, plus de direct gekozen burgemeester. De zetelverdeling is sinds de verkiezingen van 2016 als volgt:
| Partij                    | Zetels |
| ------------------------- | ------ |
| CDU                       | 15     |
| SPD                       | 12     |
| Bündnis 90/Die Grünen     | 3      |
| Freie Wähler Gemeinschaft | 1      |
| FDP                       | 2      |
| AfD                       | 4      |
| Die Linke                 | 1      |
| Die PARTEI                | 1      |
| BSG-CE                    | 1      |
| Onafhankelijk             | 2      |
| Burgemeester1             | 1      |

1 Ambtshalve

## Stedenbanden
De gemeente Celle heeft stedenbanden met:
- Sint-Lambrechts-Woluwe (België)
- Celle Ligure (Italië)
- Hämeenlinna (Finland)
- Holbæk (Denemarken)
- Kwidzyn (Duits: Marienwerder) (Polen)
- Meudon (Frankrijk)
- Quedlinburg (Duitsland)
- Soemy (Oekraïne)
- Tavistock (Verenigd Koninkrijk)
- Tjoemen (Rusland)
- Tulsa (Verenigde Staten)

## Galerij

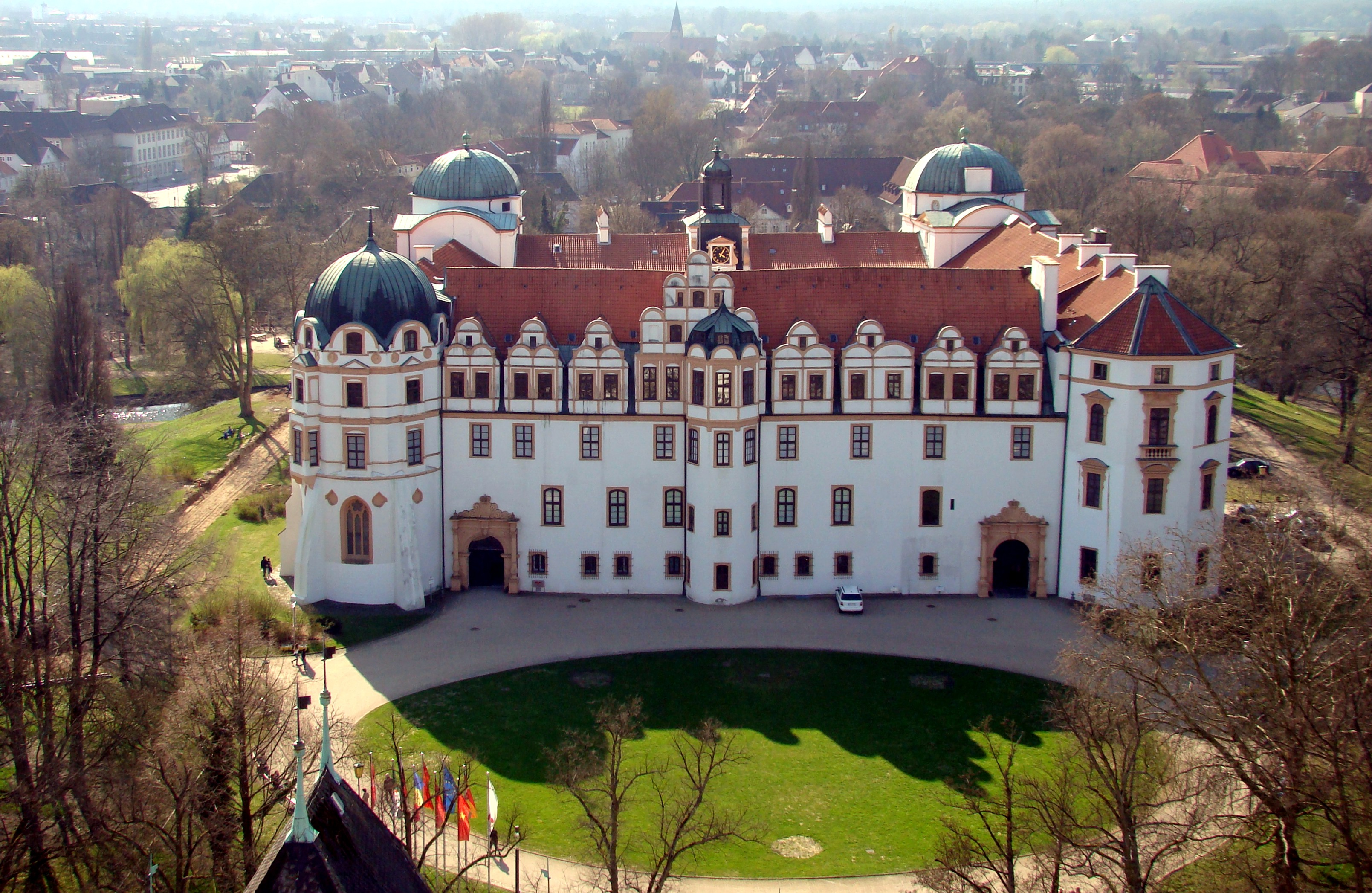
Slot van Celle
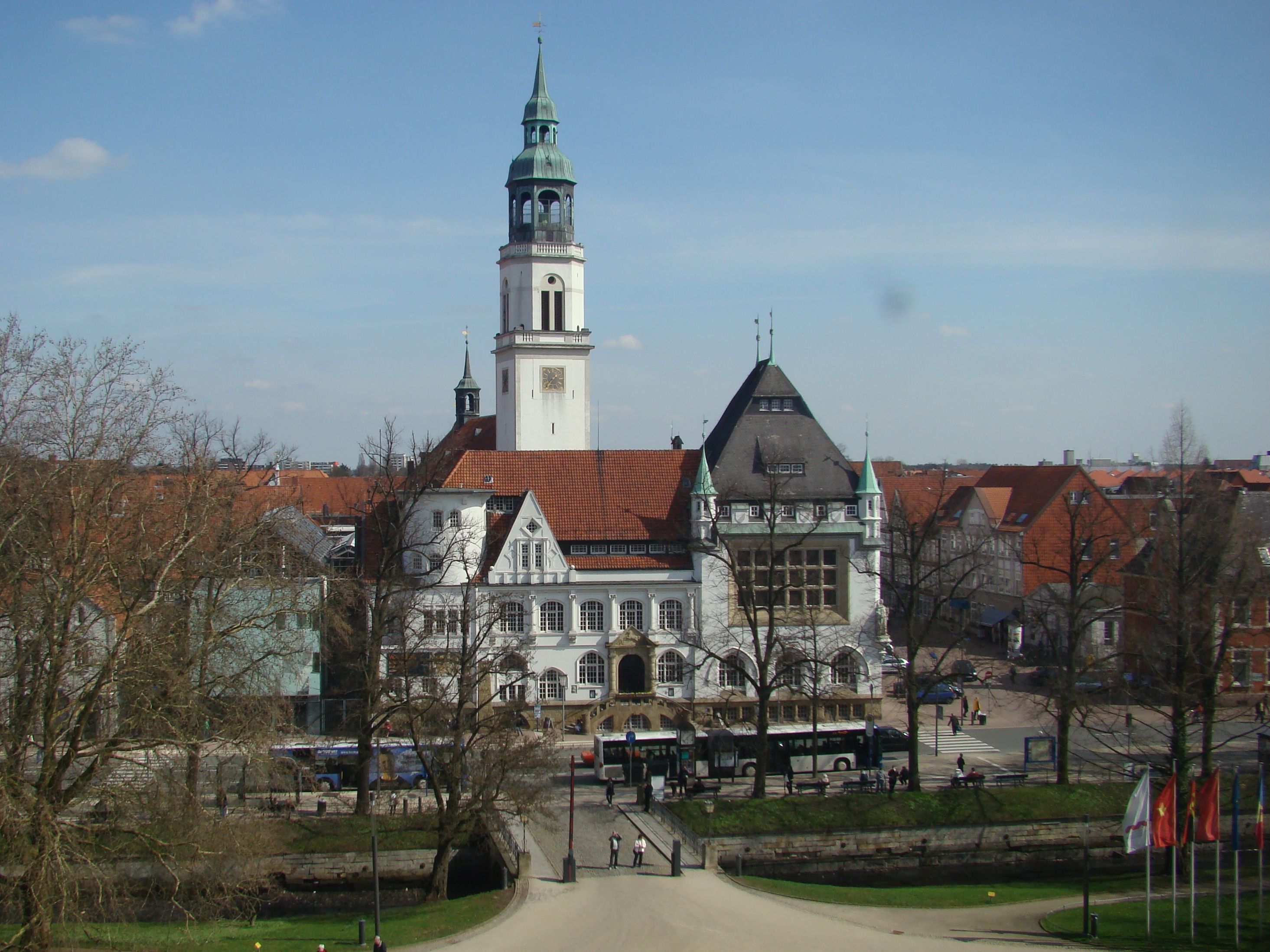
Het Bomann-Museum, op de voorgrond de slotgracht, op de achtergrond de Maria- of stadskerk
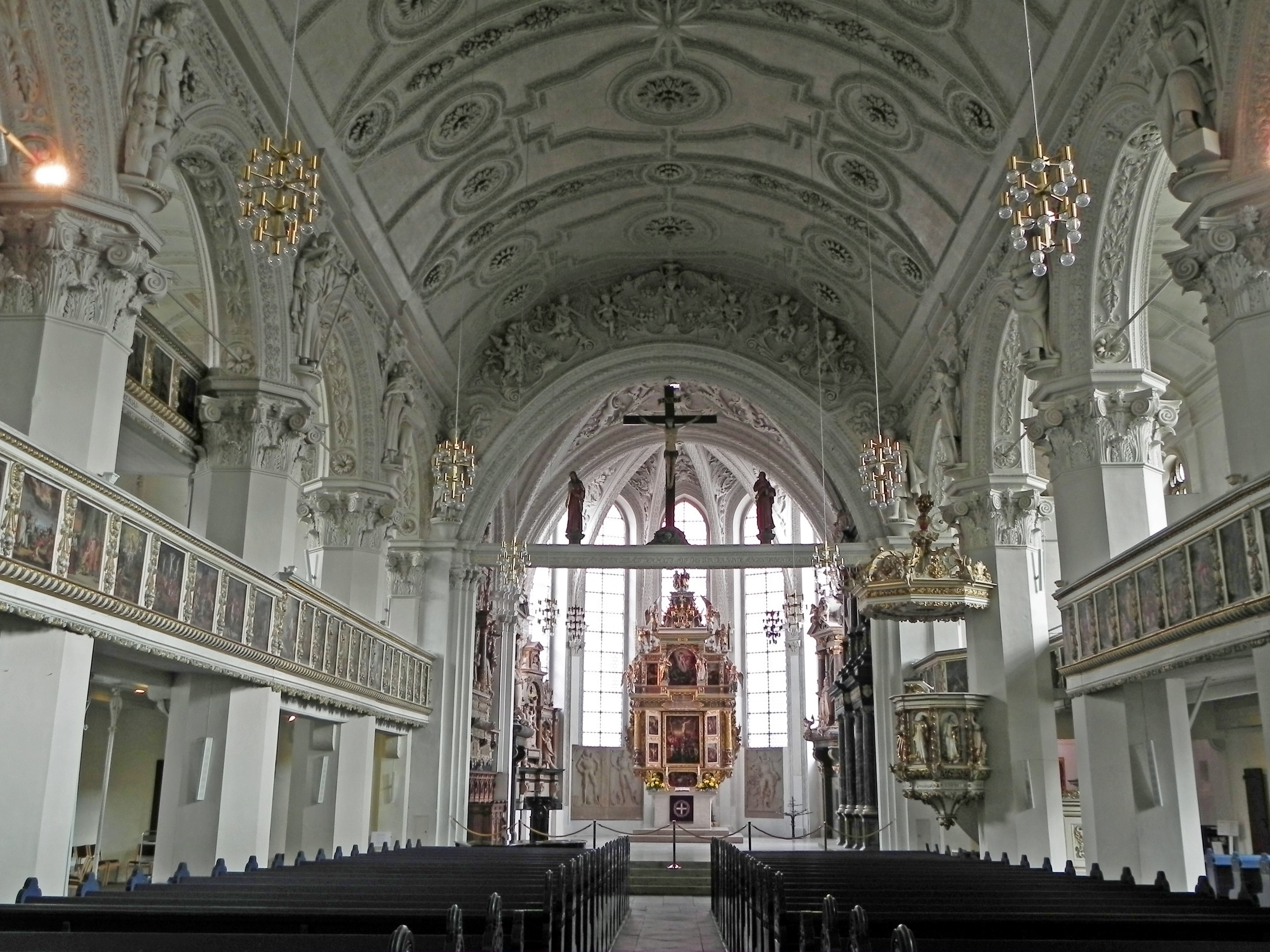
Interieur Maria- of stadskerk
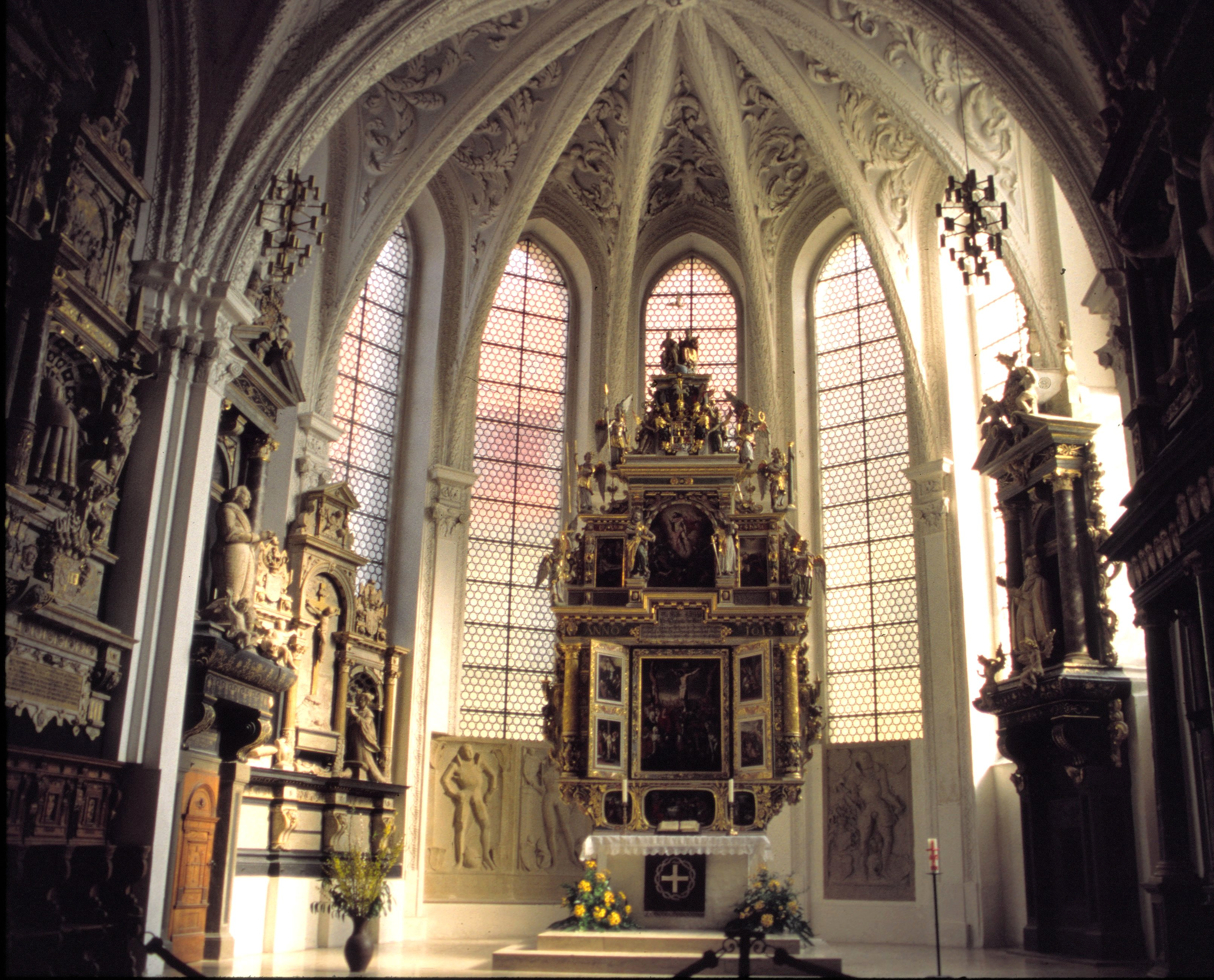
koor en altaar in de  Maria- of stadskerk
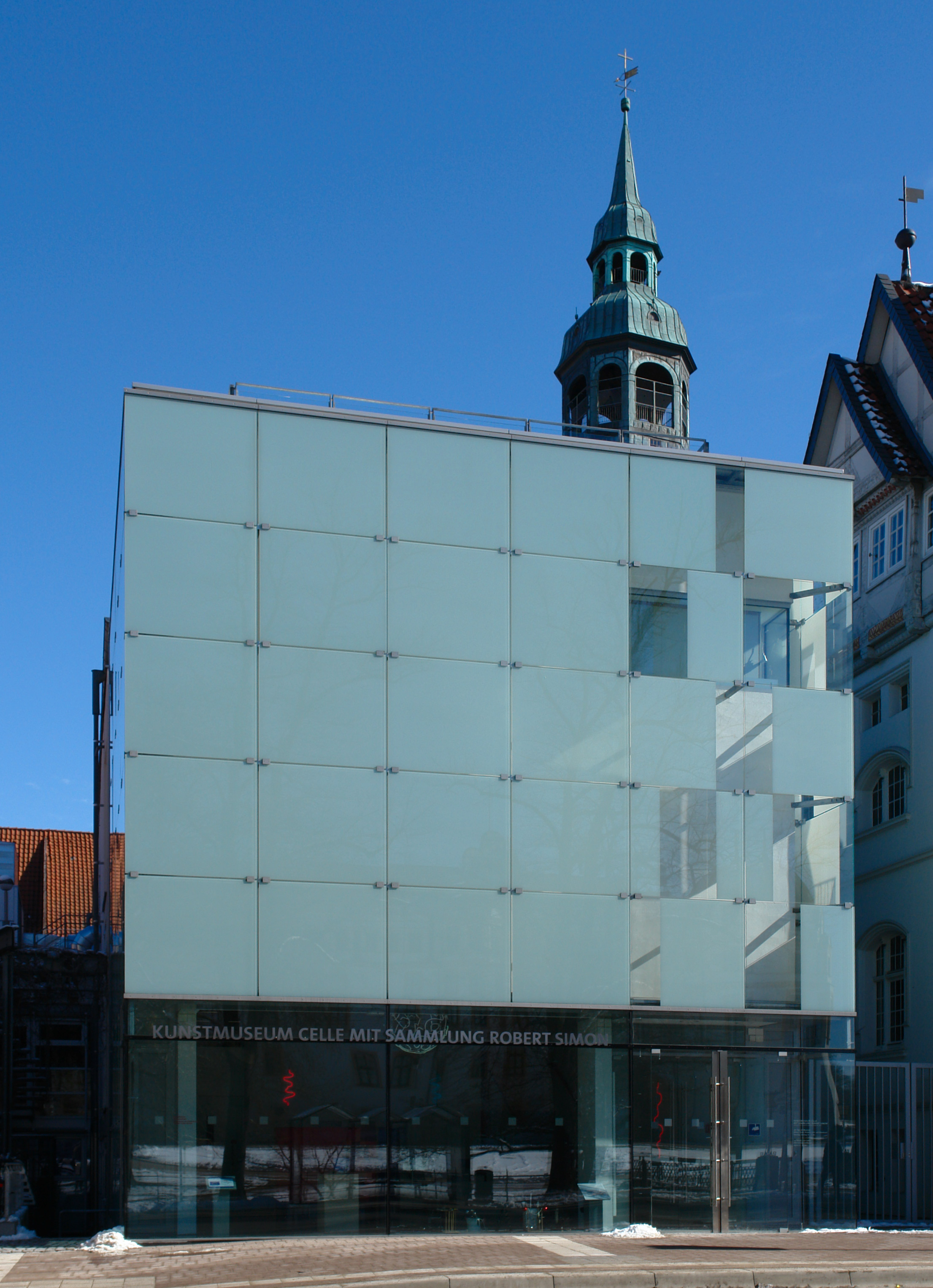
Het Celler Kunstmuseum. Het grote, lichtblauwe, bij dag kaal aandoende muurvlak is 's avonds en 's nachts vaak decor voor light art.
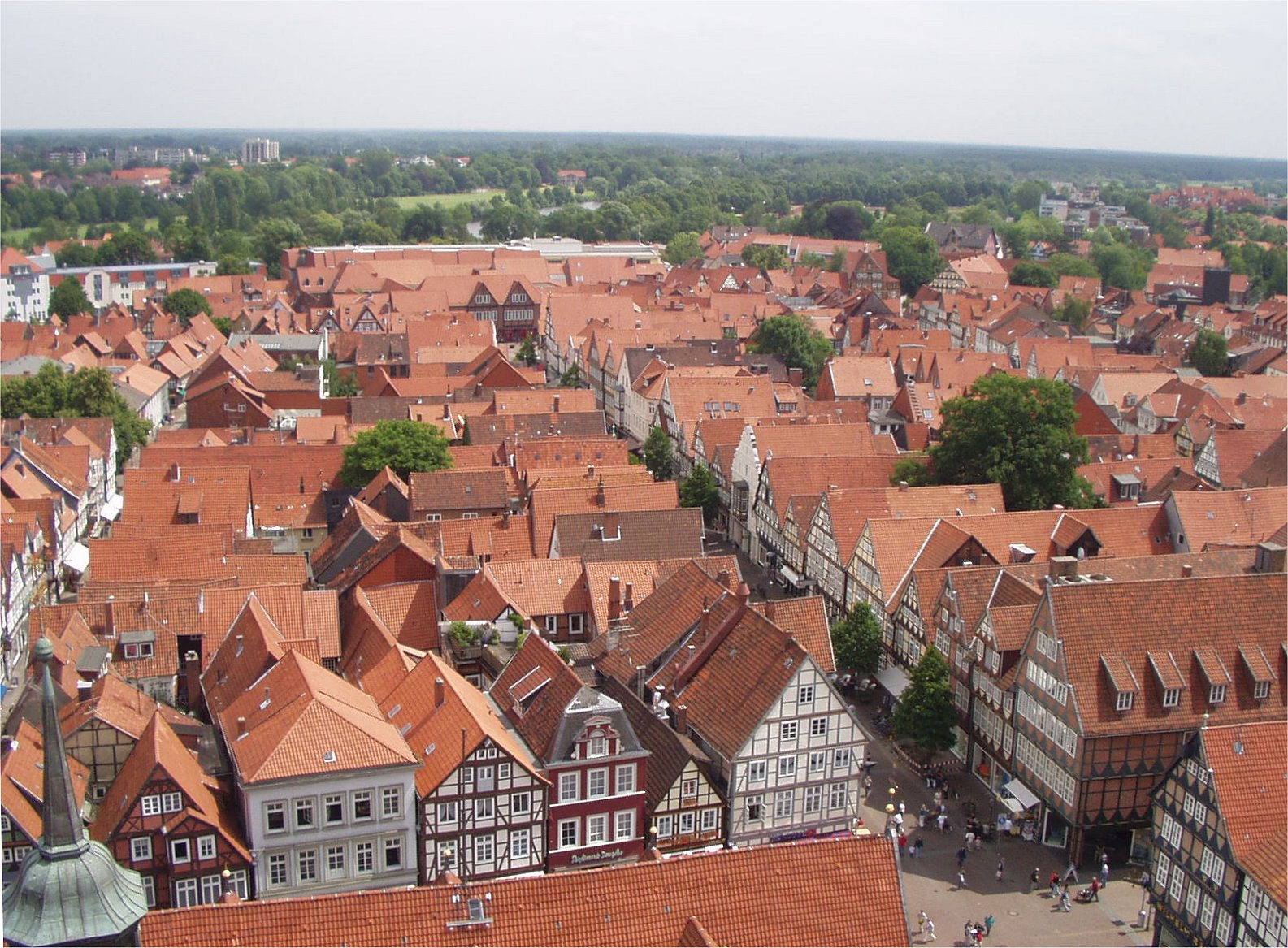
Centrum
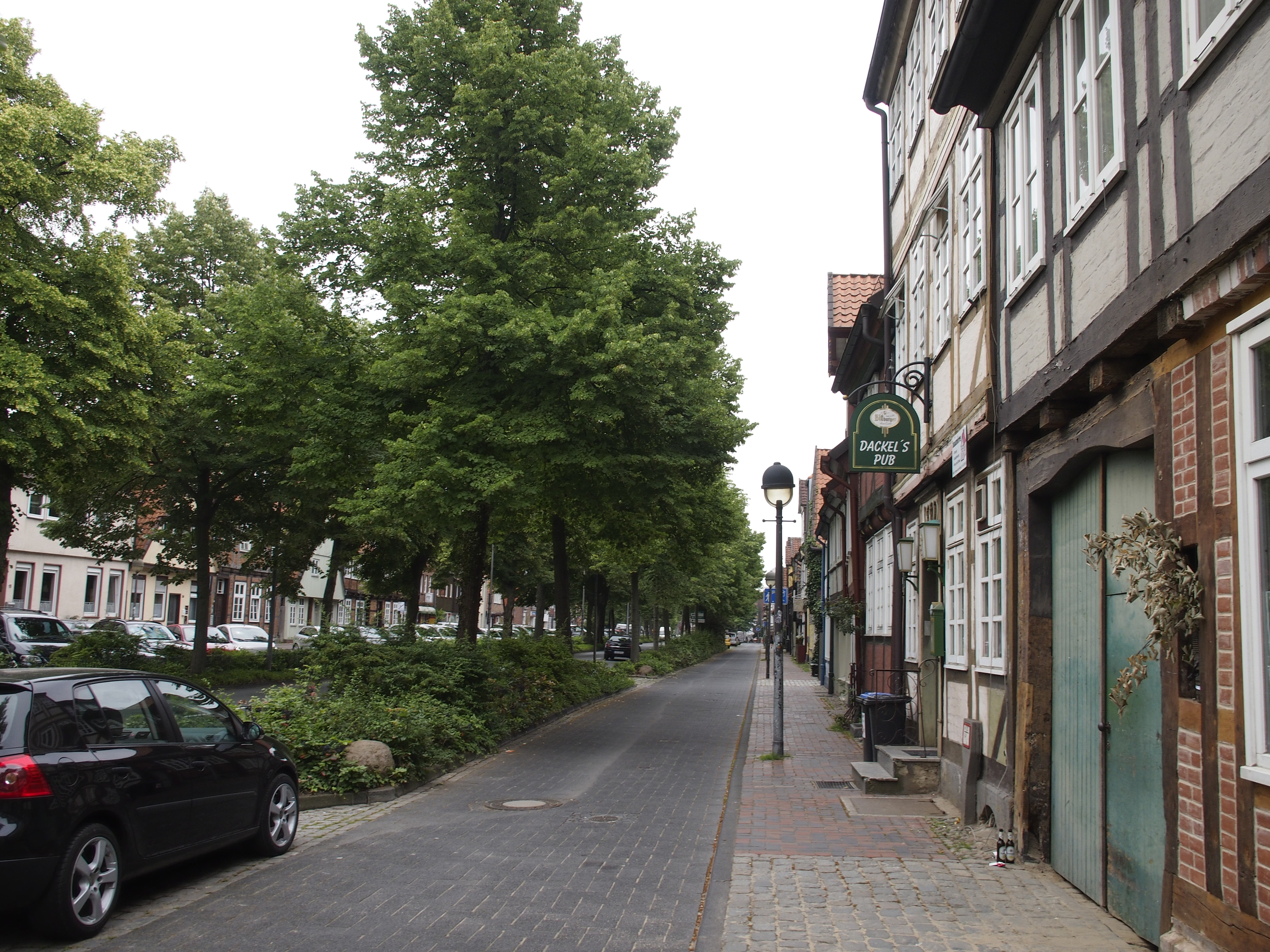
Blumlage, 17e- en 18e-eeuwse vakwerkhuizen (1)
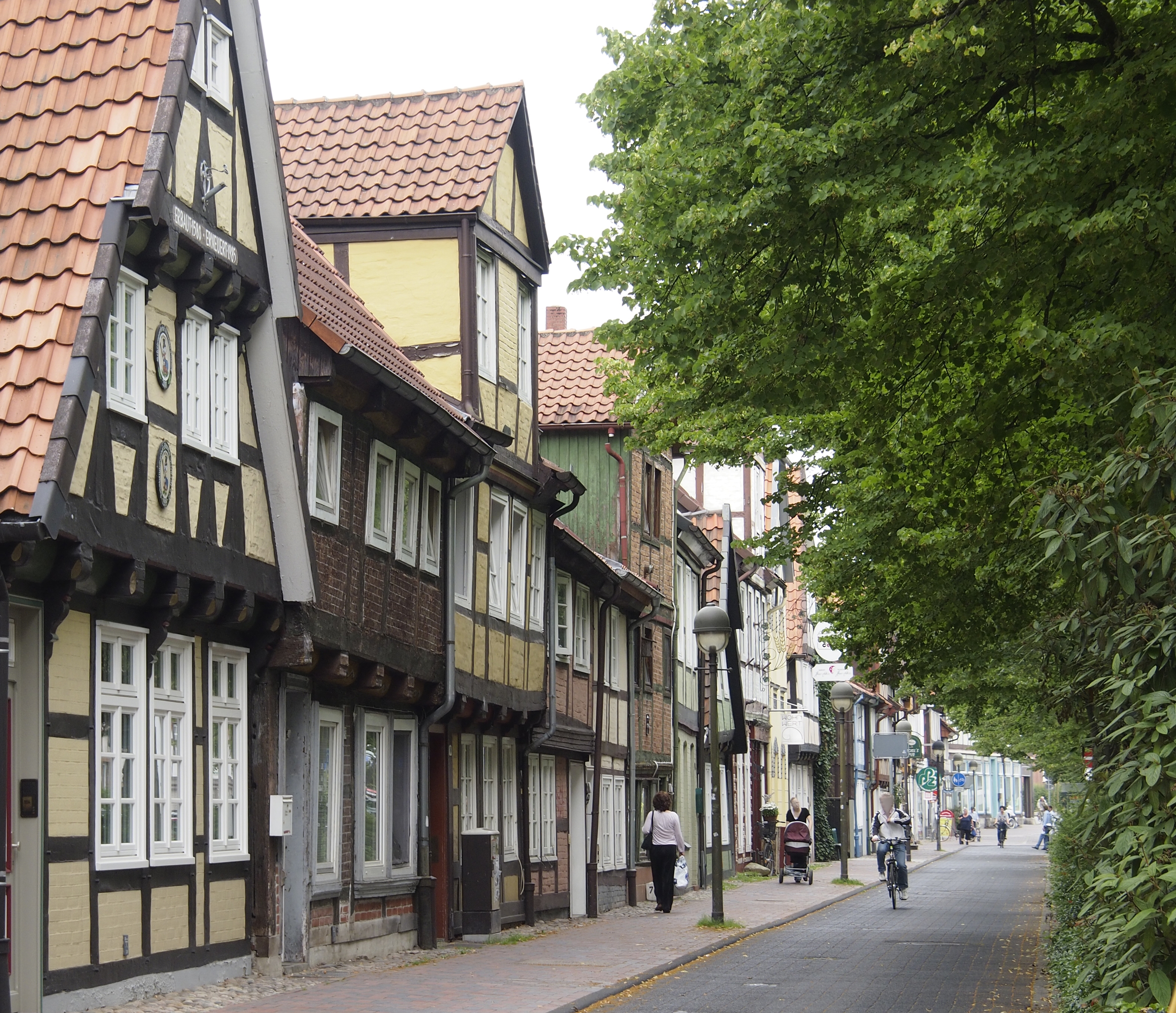
Blumlage, 17e- en 18e-eeuwse vakwerkhuizen (2)
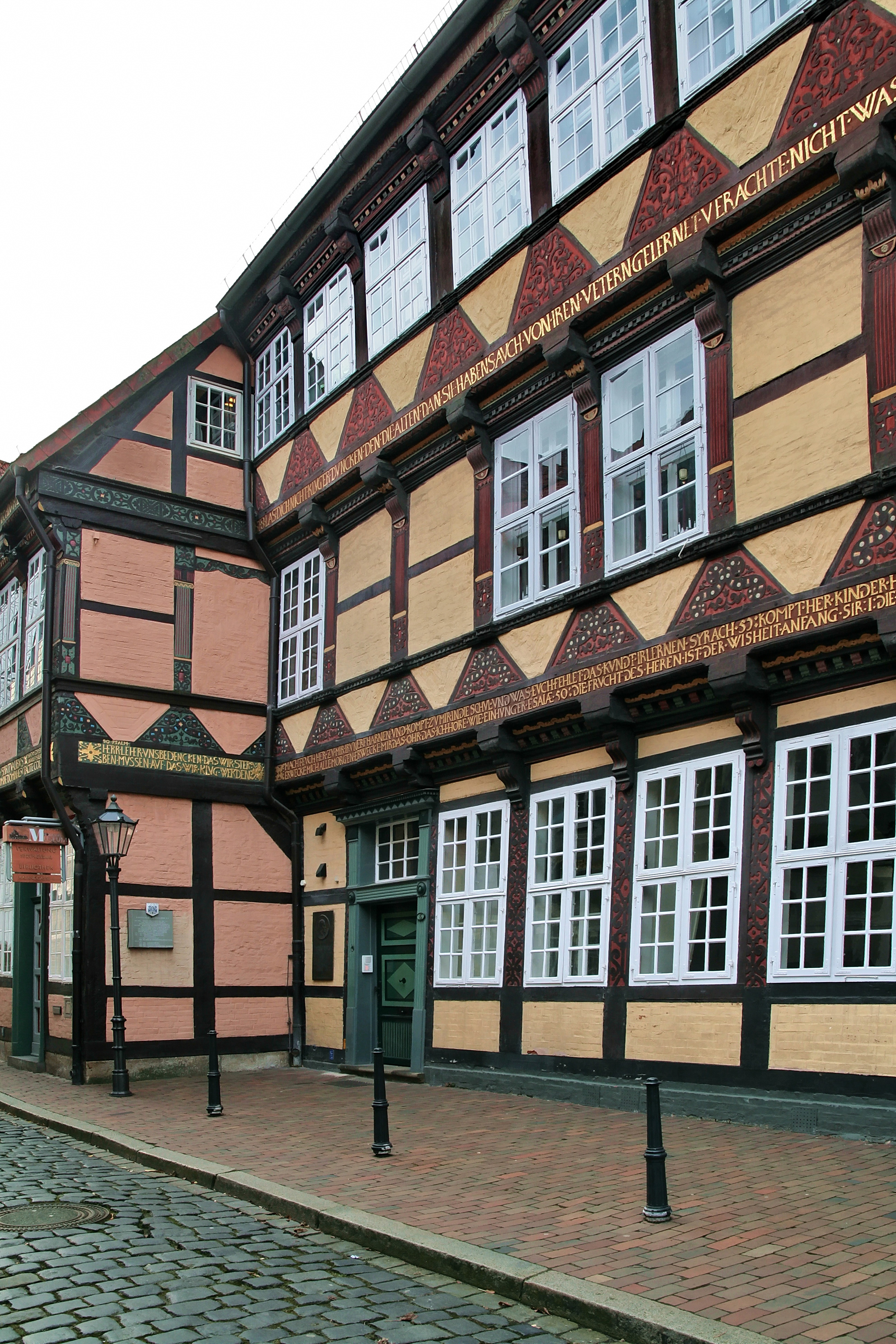
Dit huis aan de Kalandgasse herbergde van 1328 – 1843 de Latijnse School, die als het Gymnasium Ernestinum nog voortbestaat
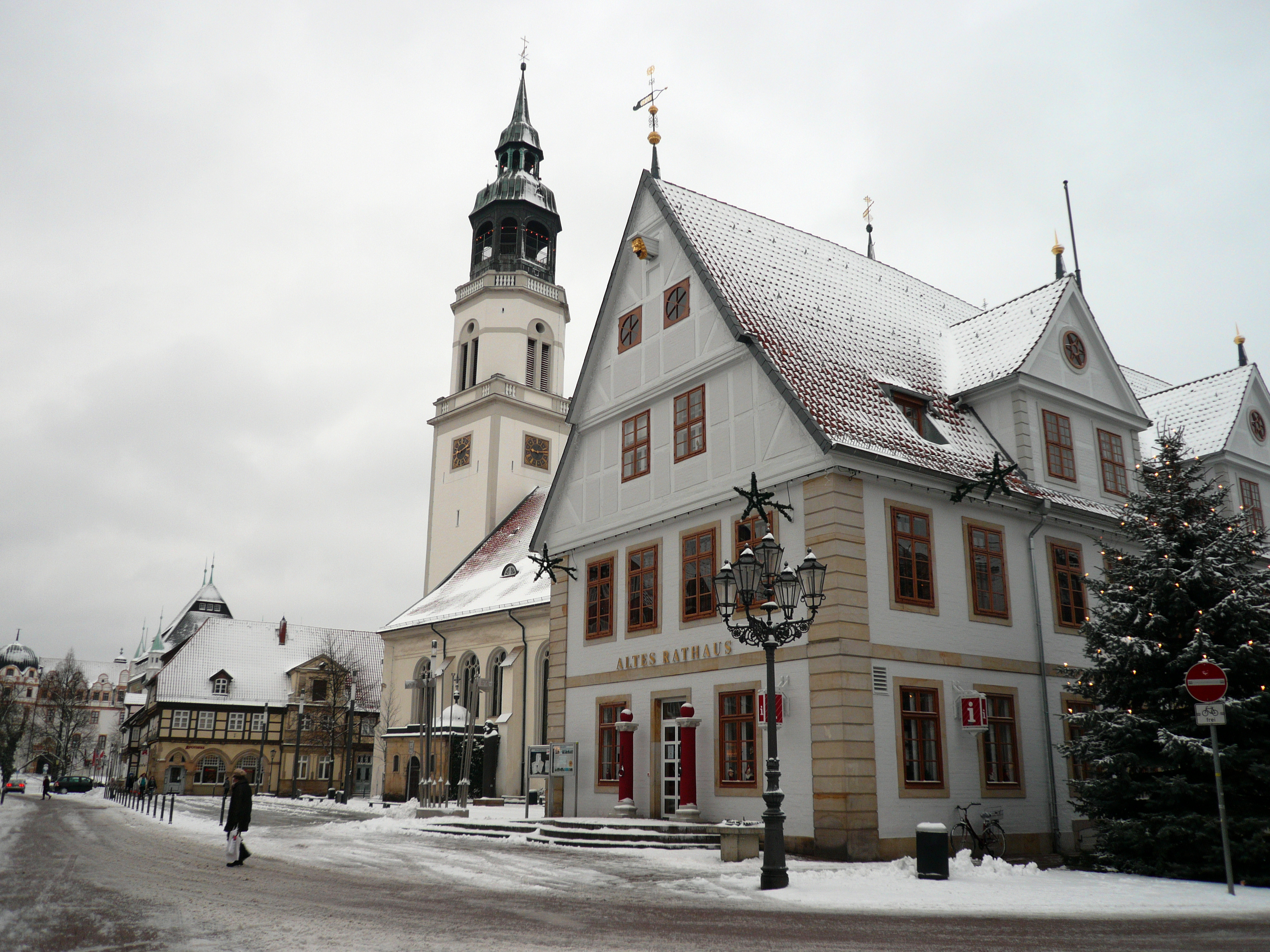
Oude Raadhuis; Mariakerk
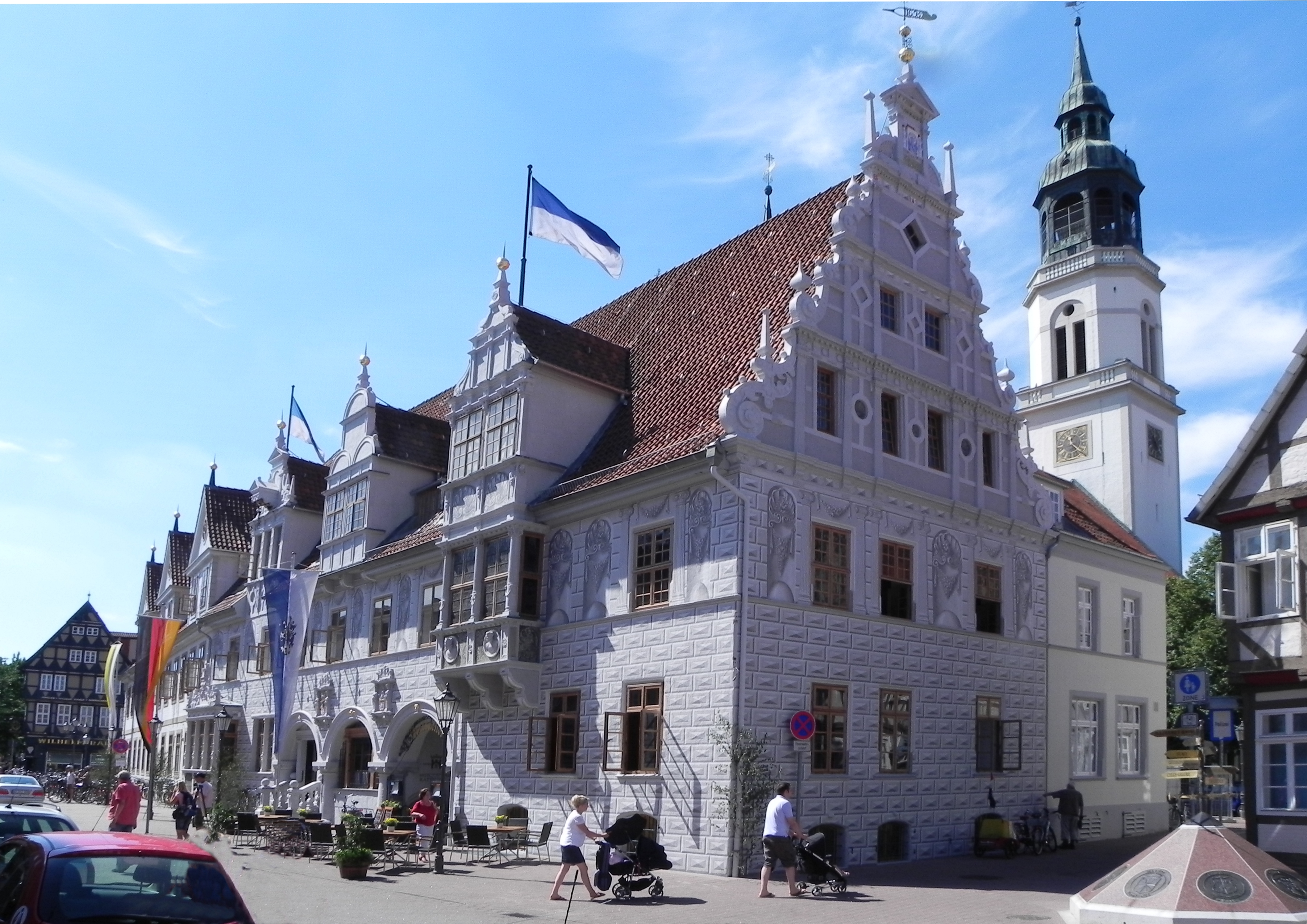
Oude Raadhuis, in Wezerrenaissancestijl (1579)
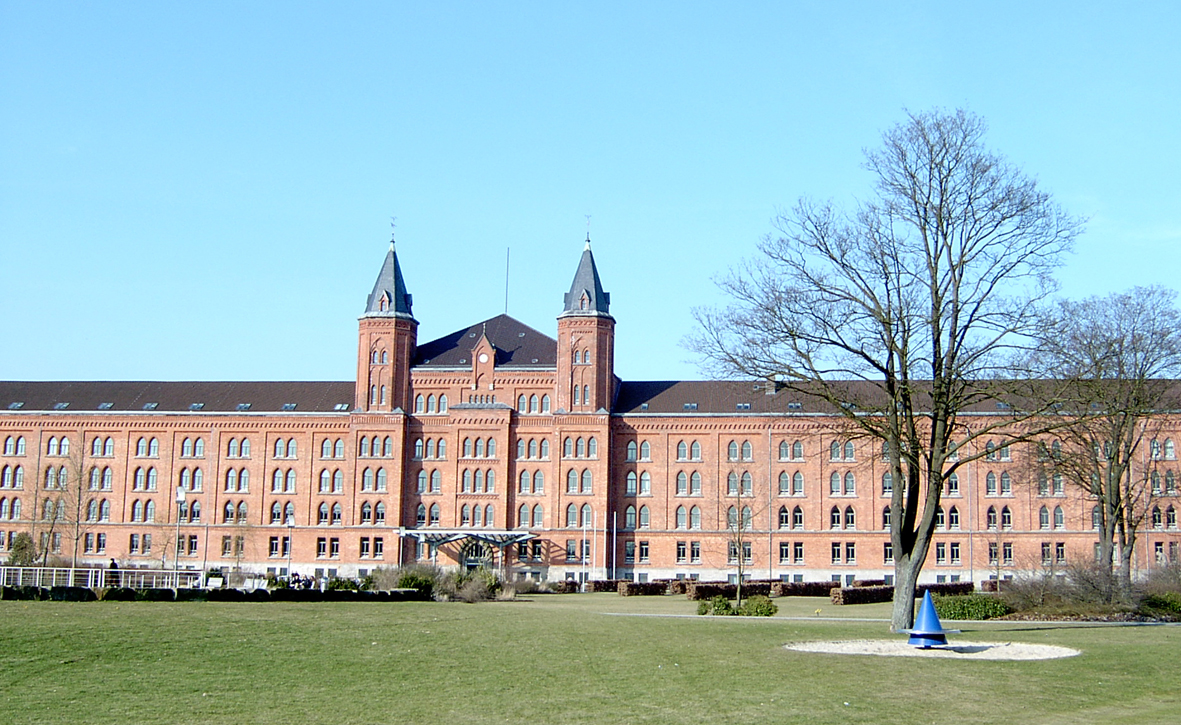
Nieuwe Raadhuis
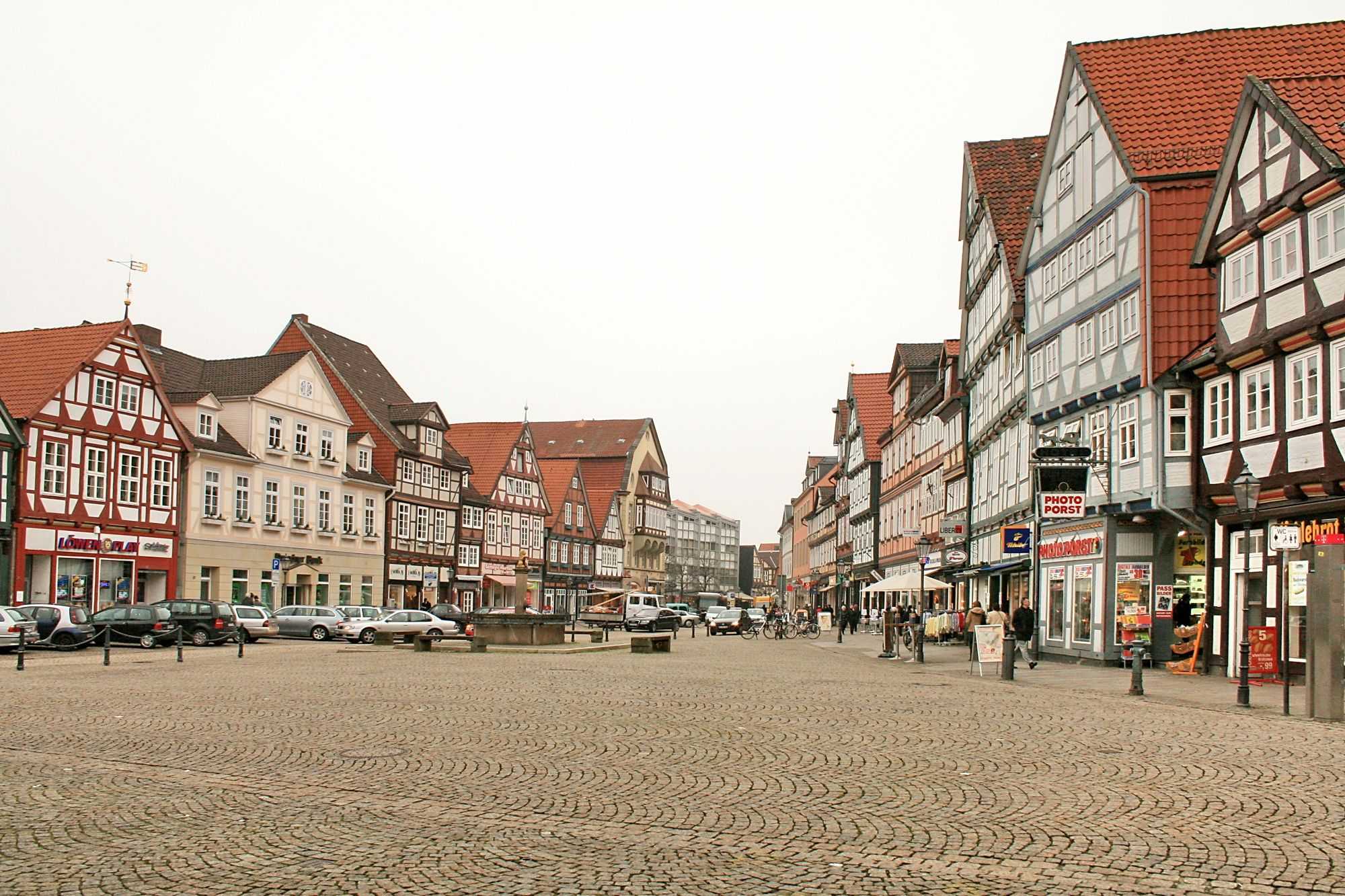
Marktplein Celle
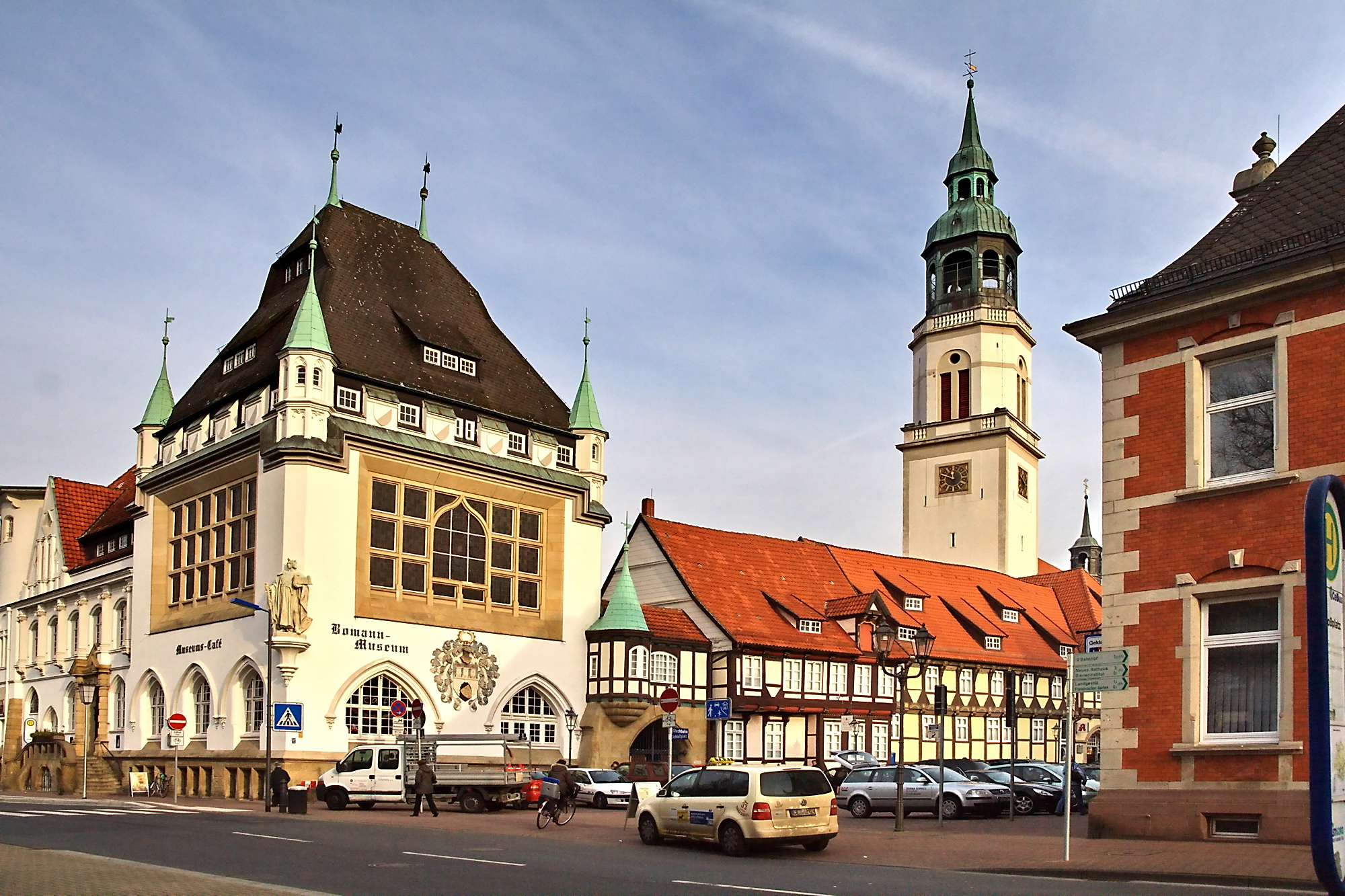
Bomann-Museum met de Mariakerk op de achtergrond
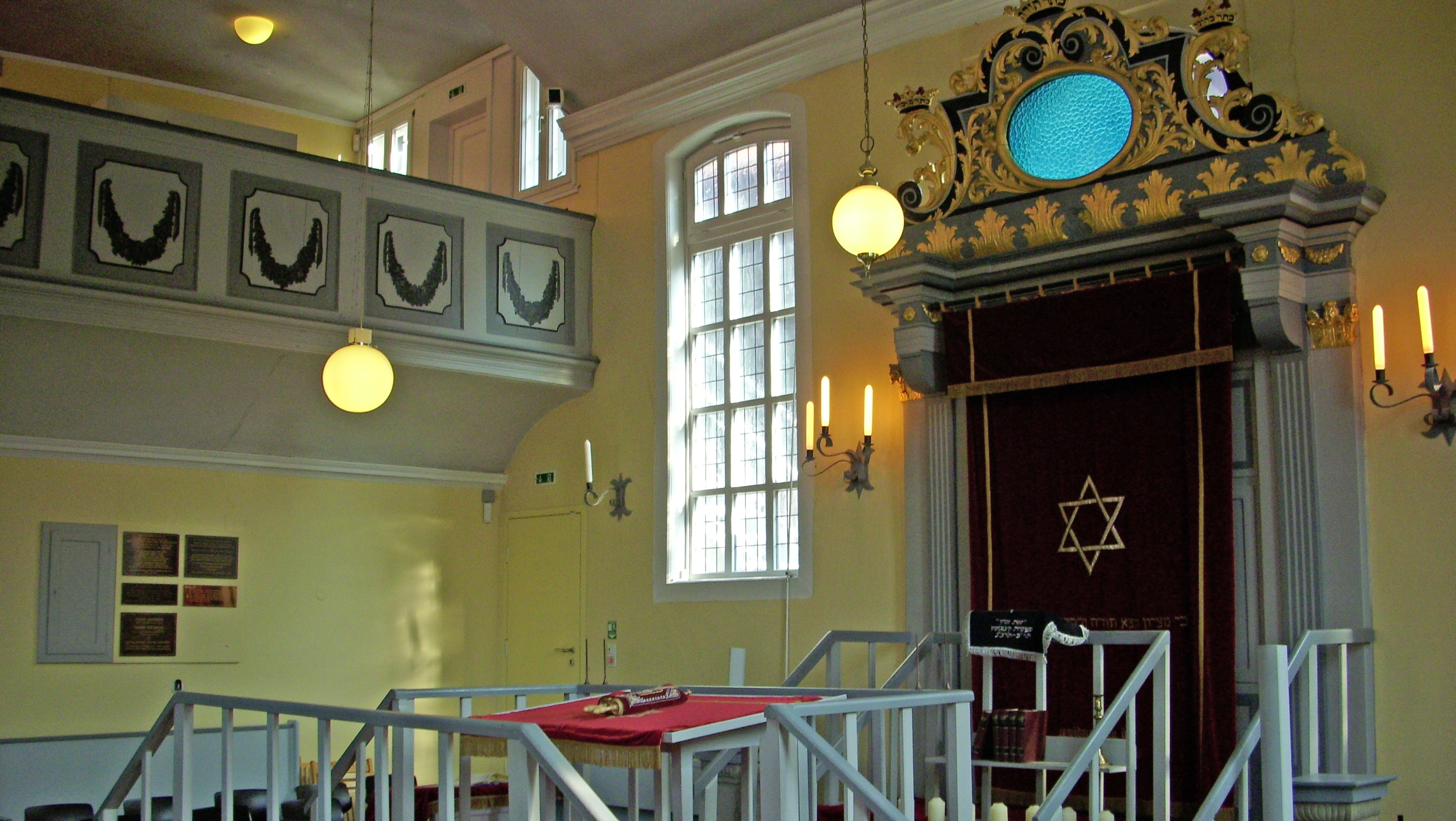
Interieur van de synagoge te Celle
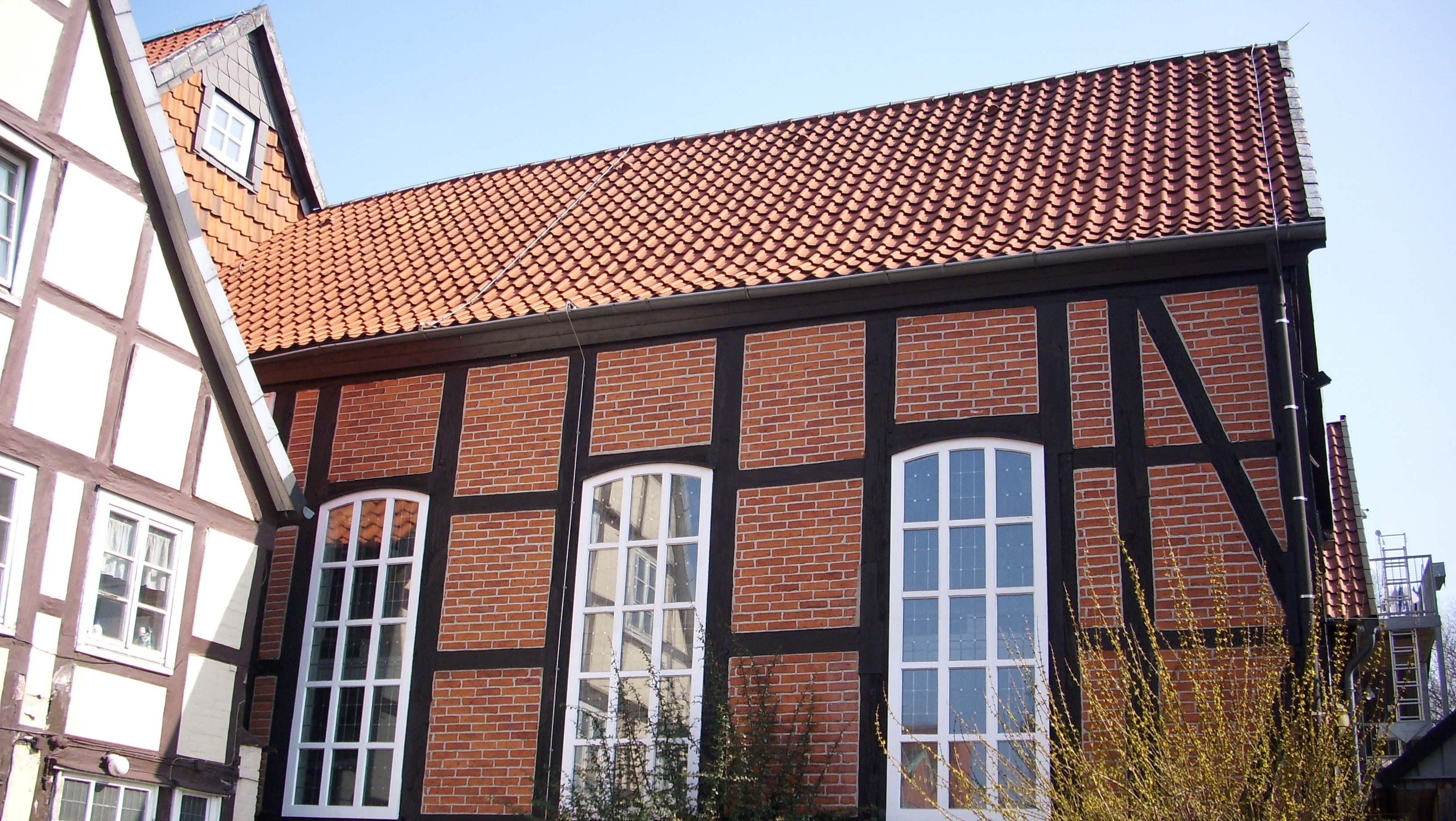
Synagoge Celle – achterhuis, de eigenlijke synagoge
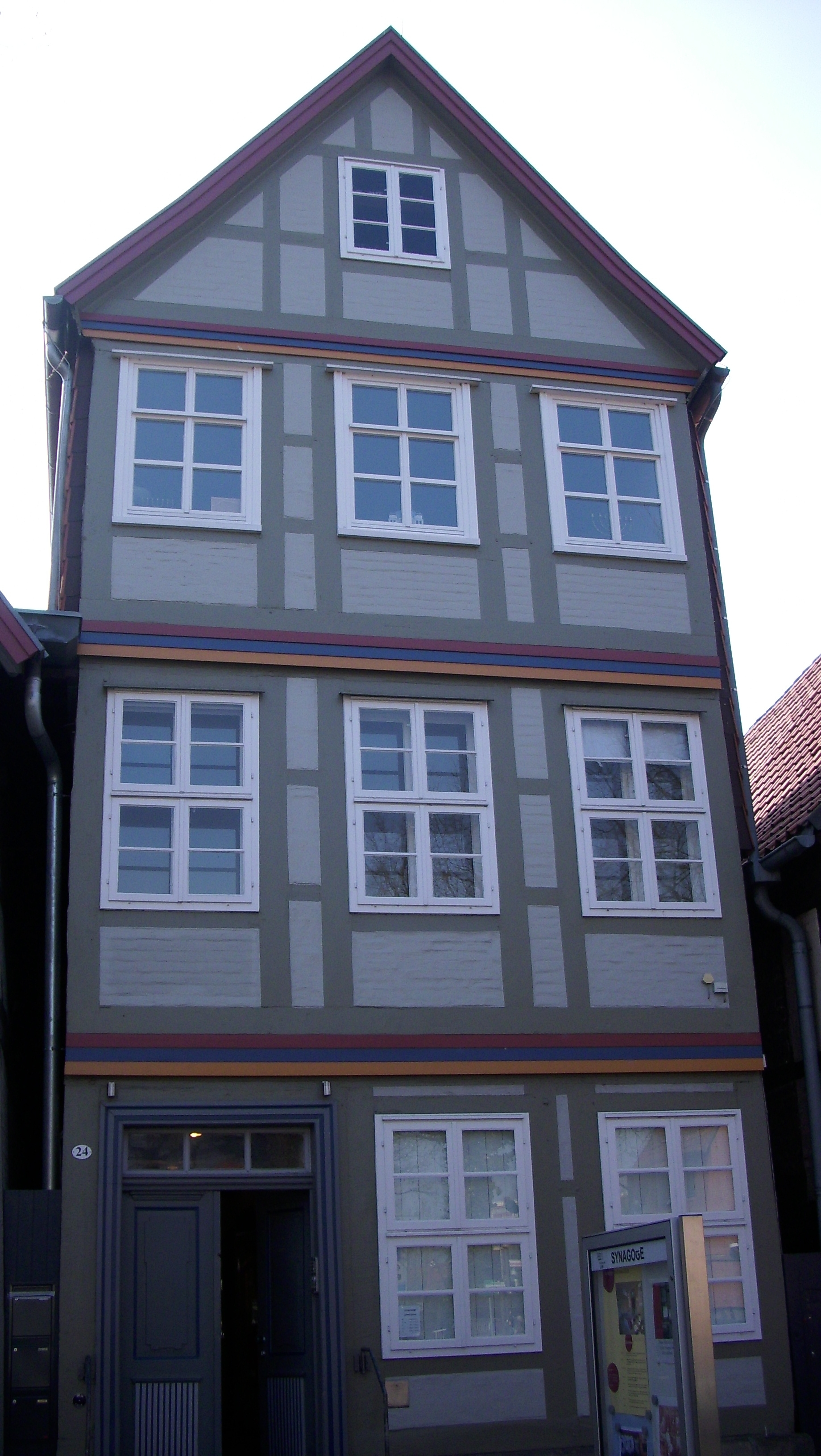
Synagoge Celle – voorhuis, voorheen Jesjiva (talmoedschool), nu expositieruimte
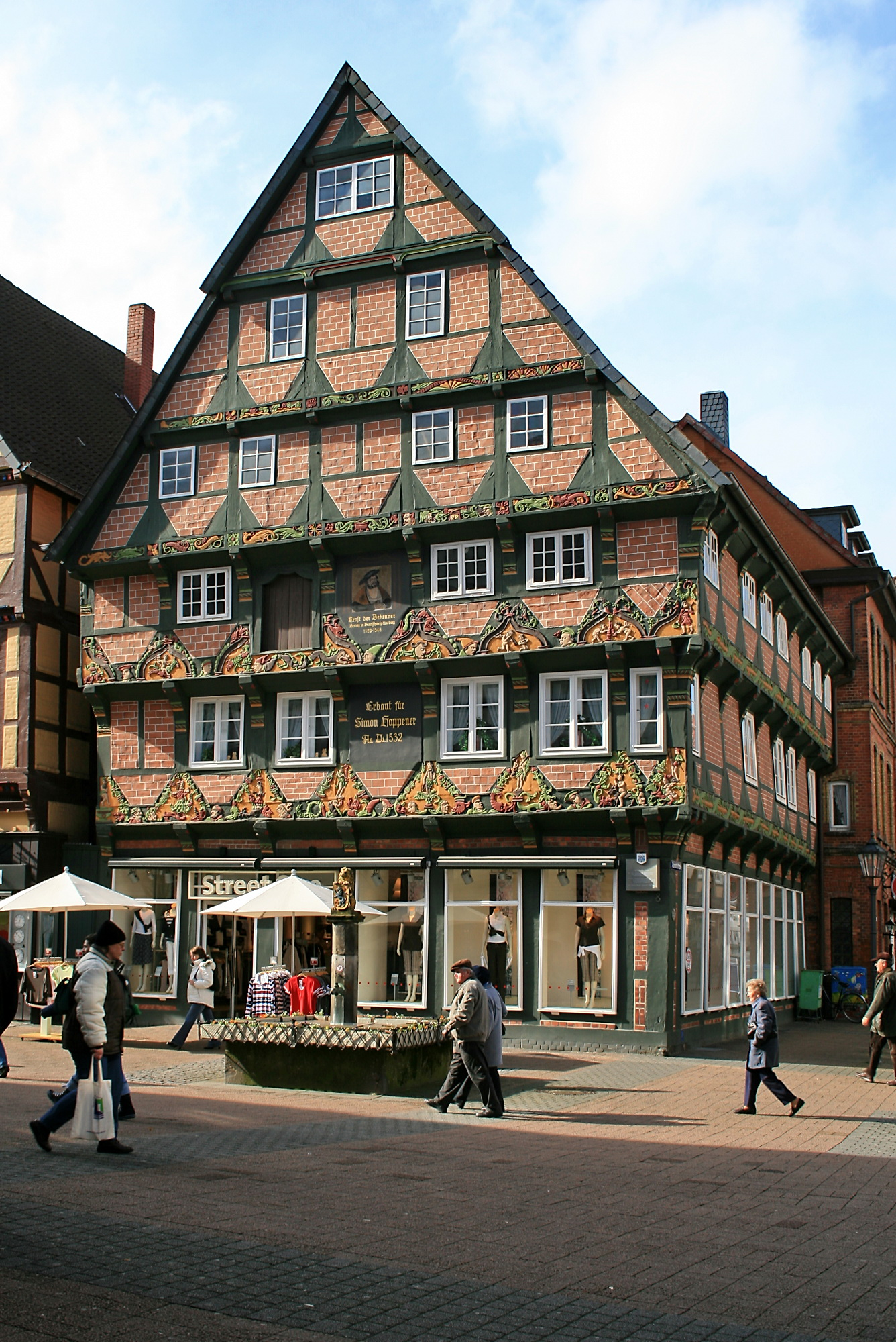
Het Hoppener Haus, het bekendste vakwerkhuis van Celle
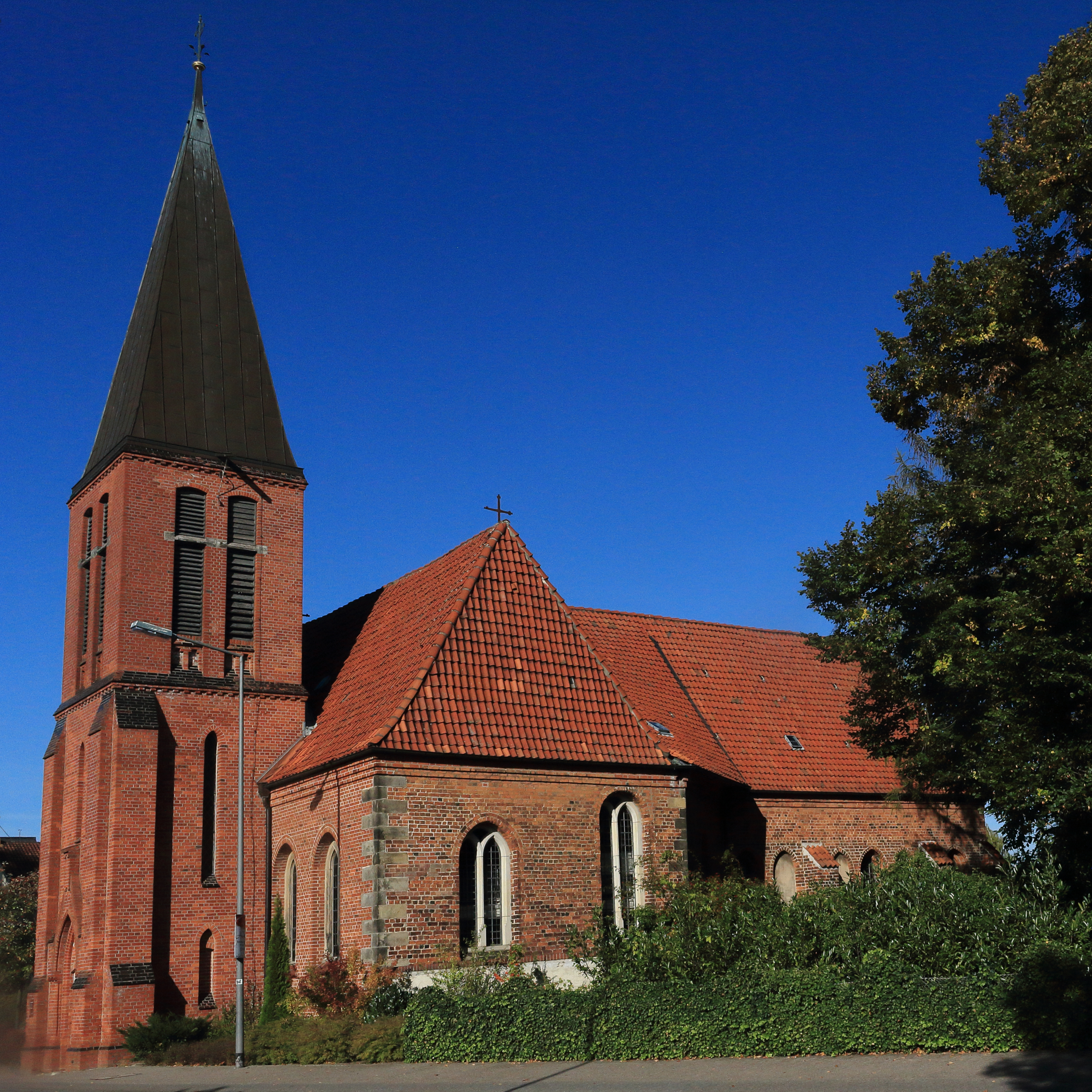
St.Joriskerk in Blumlage
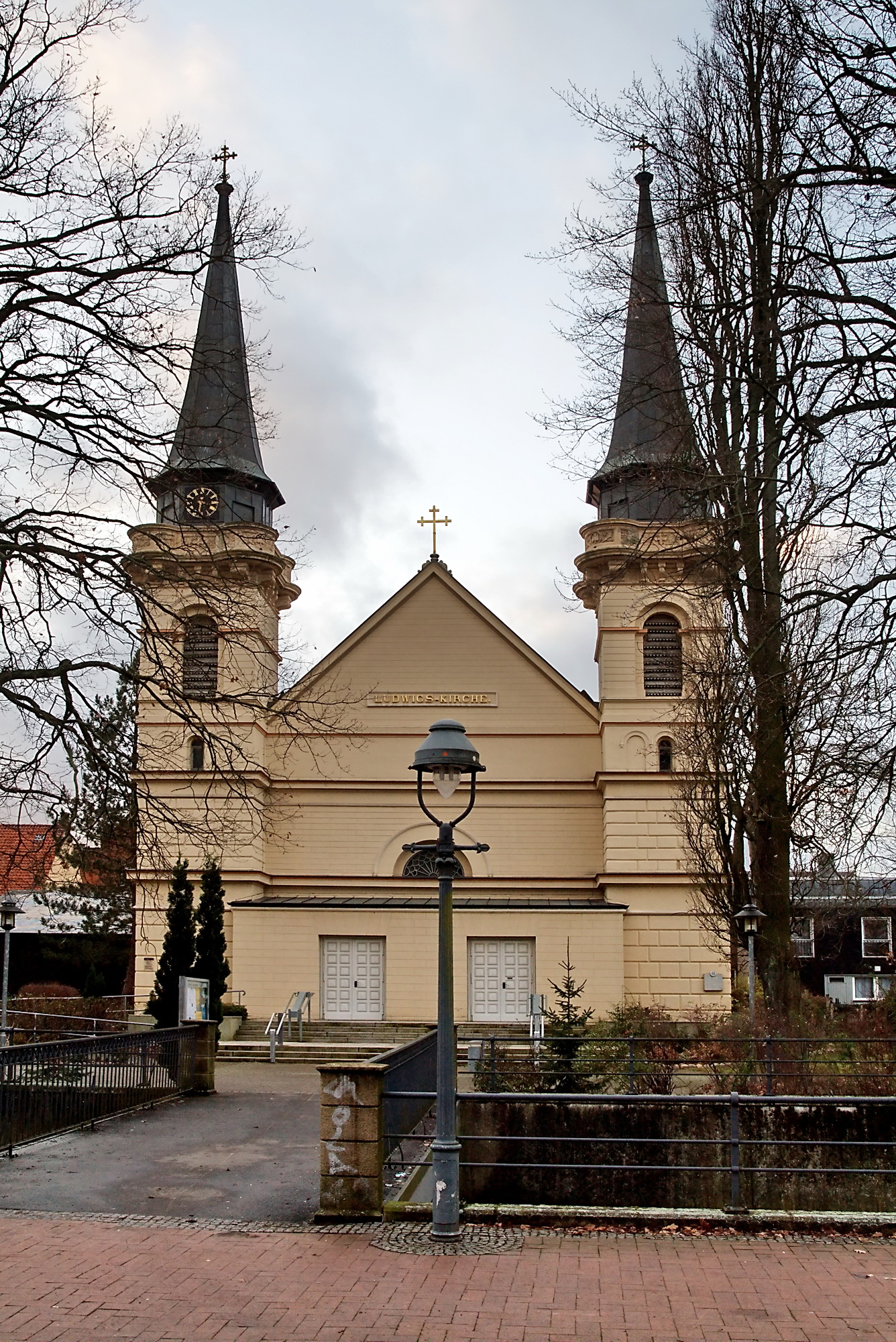
St. Lodewijkskerk (R.K.)
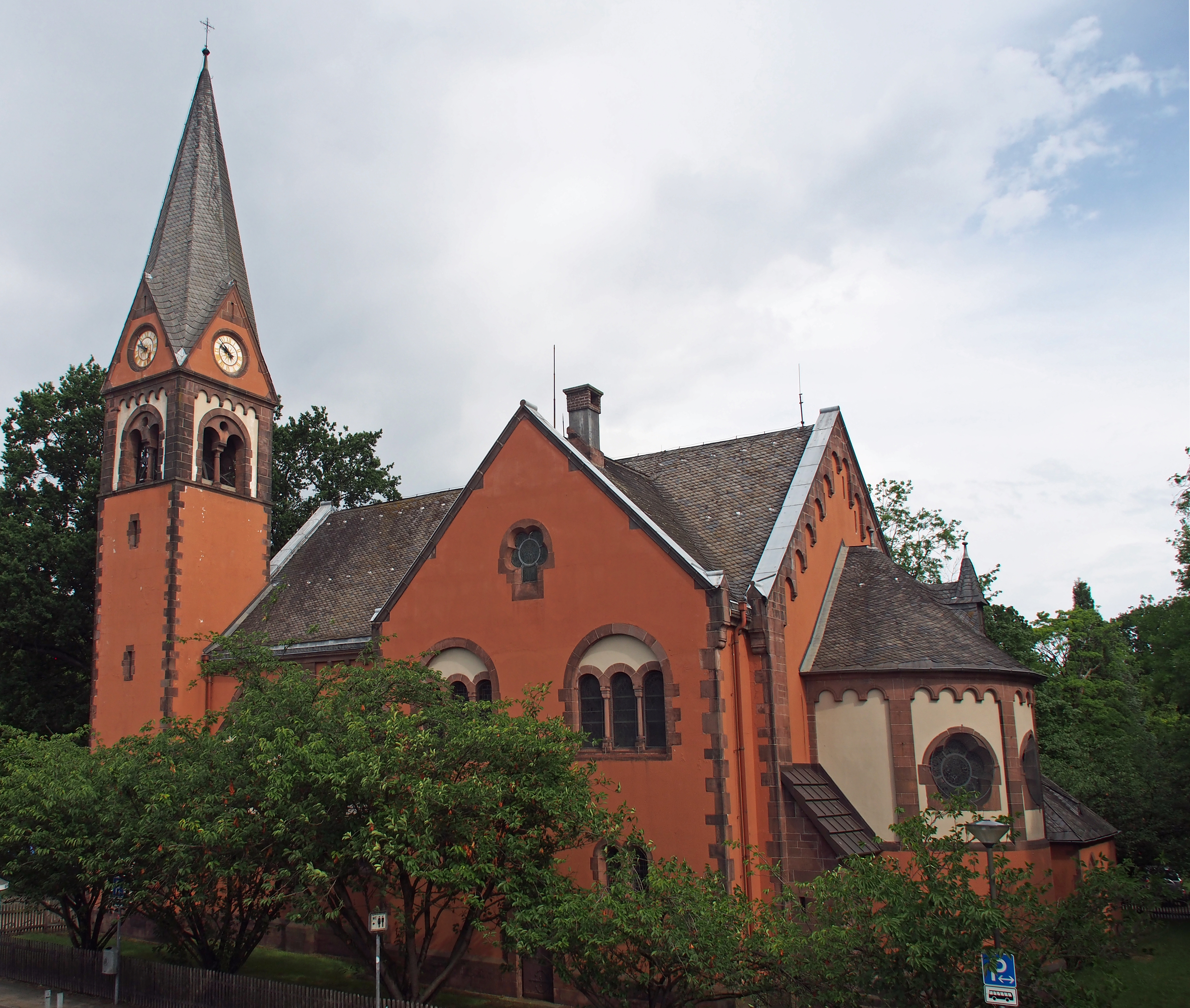
Garnizoenskerk
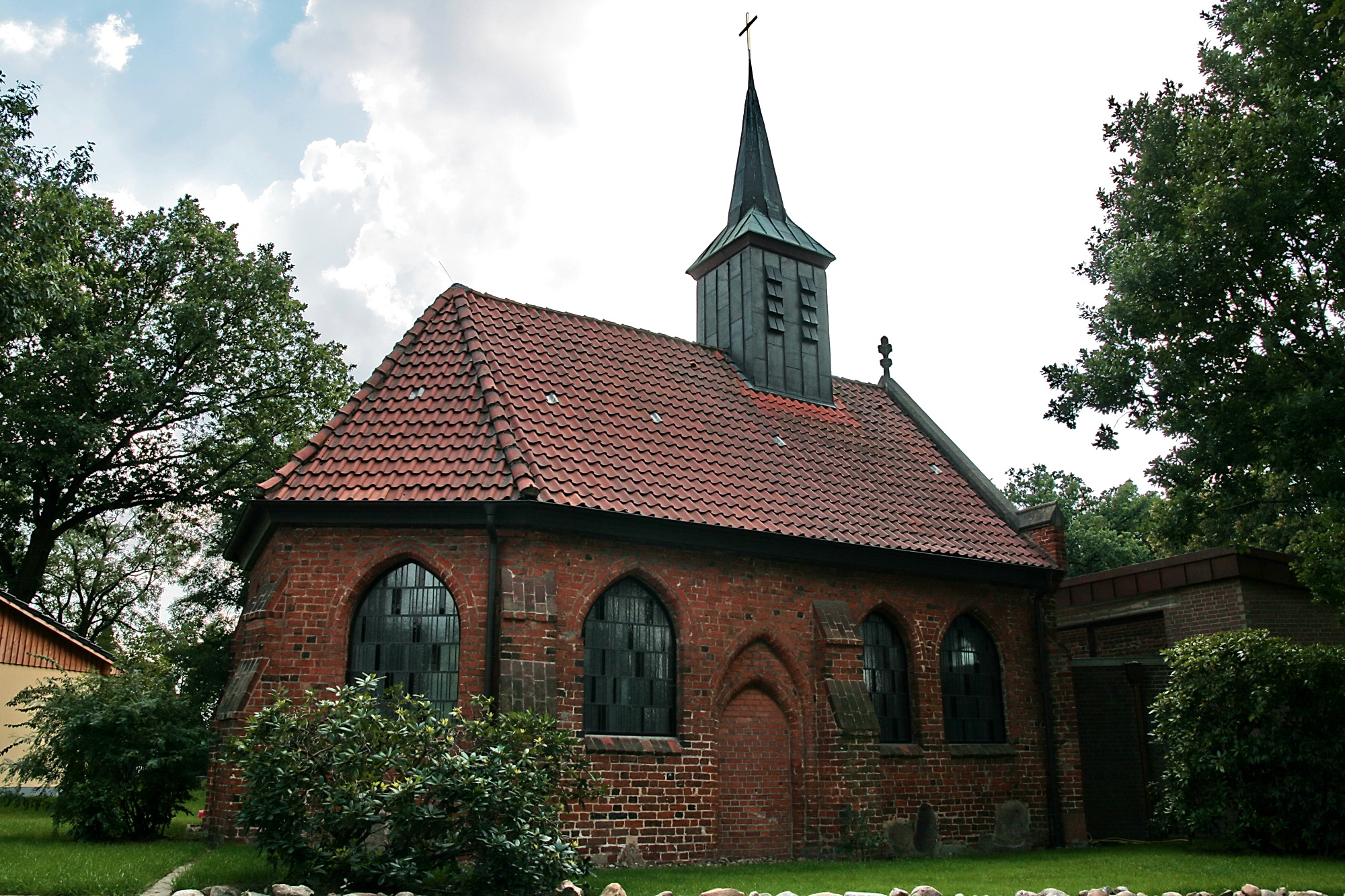
De 14e-eeuwse Marcuskerk te Garßen
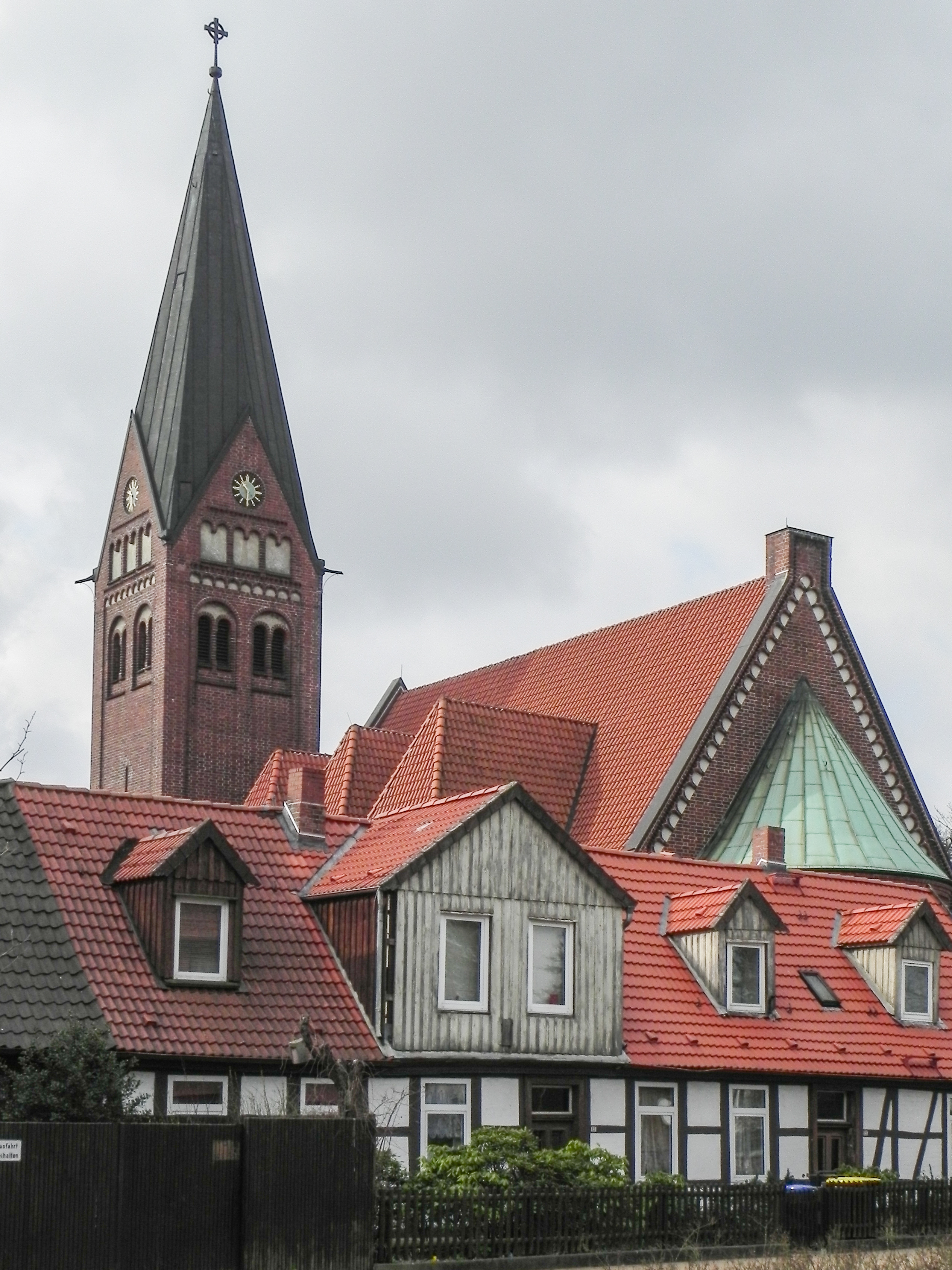
Vakwerkhuis in de wijk Neustadt, met op de achtergrond de in 1909 naar ontwerp van Otto Haesler gebouwde Neustädter Kirche
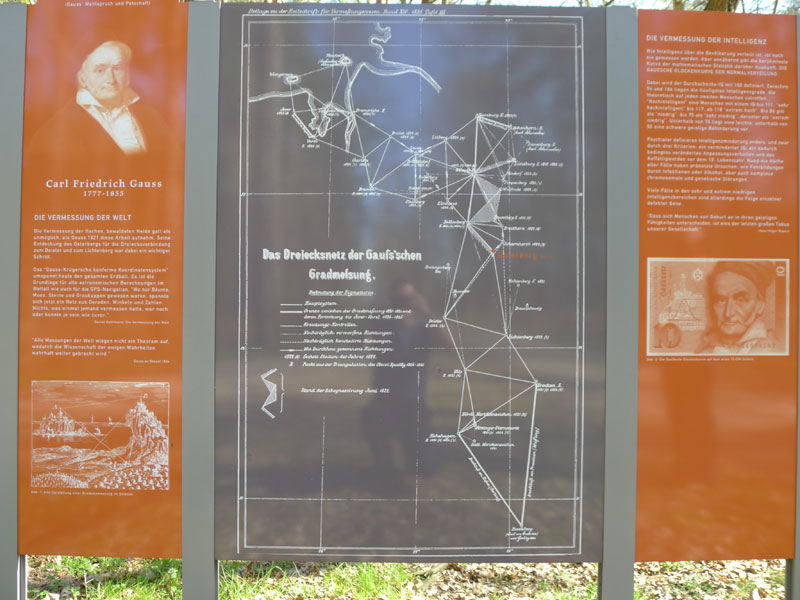
Geodetisch meetpunt te Garßen (Carl Friedrich Gauss voerde hier in 1822 landmeetkundige waarnemingen uit)
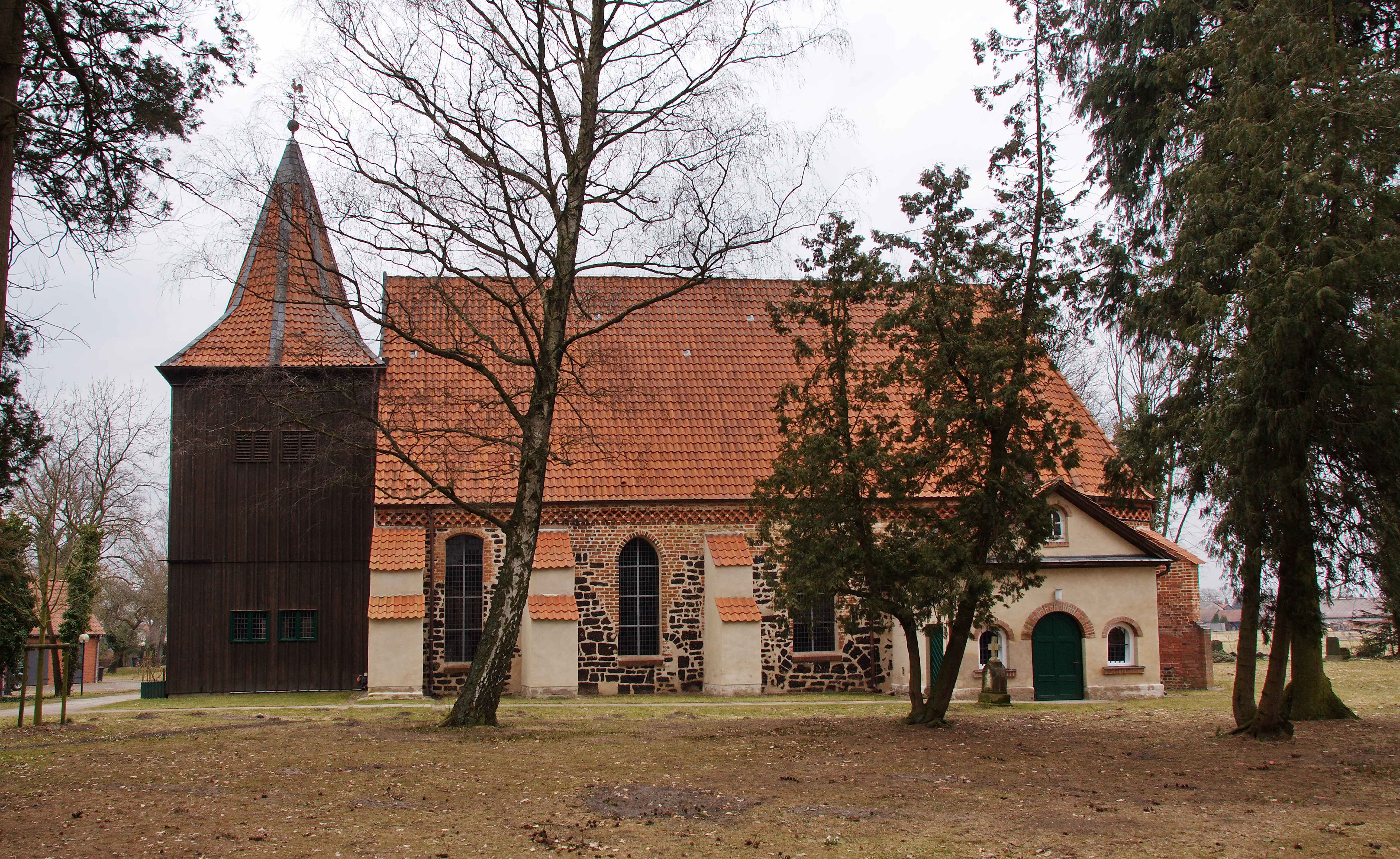
St.Cyriacuskerk Groß Hehlen
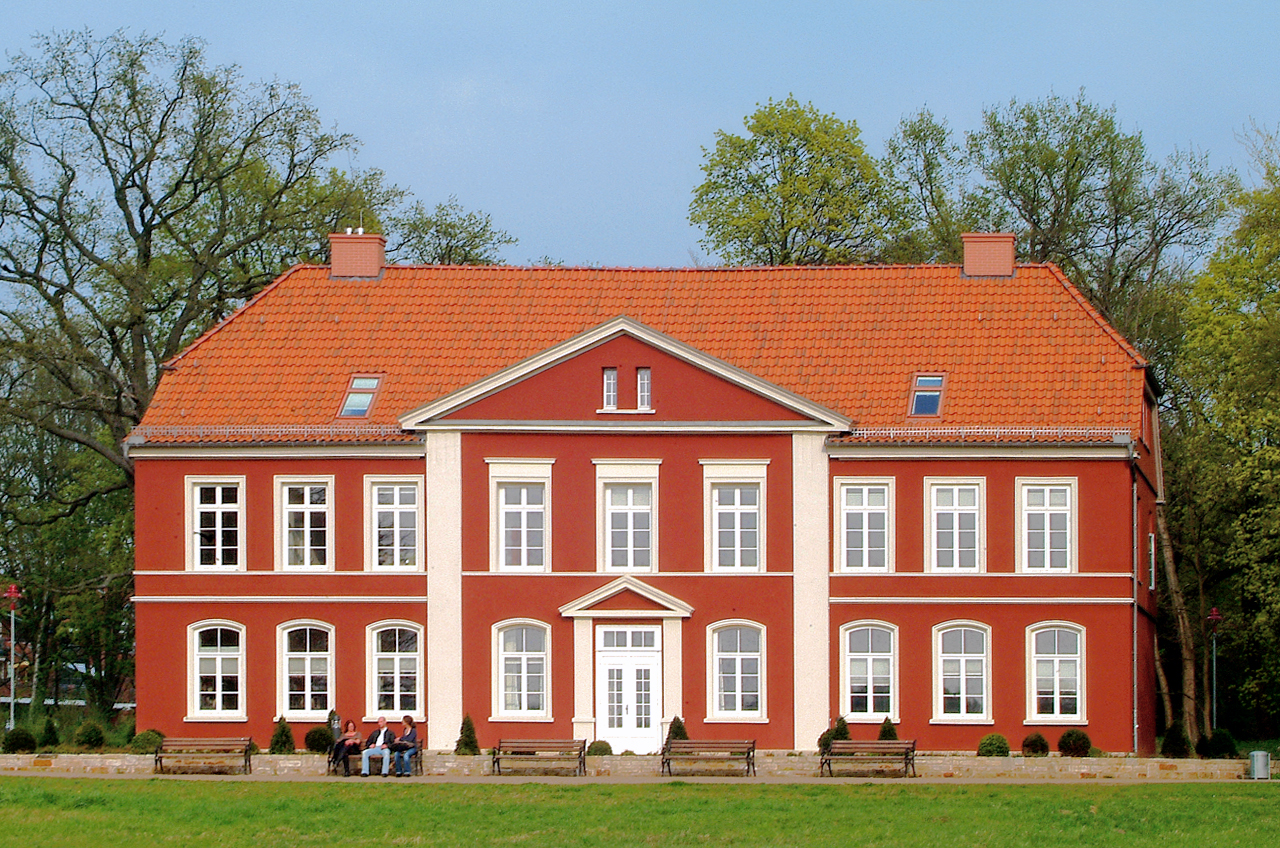
De in 1793  gebouwde Thaersche Villa
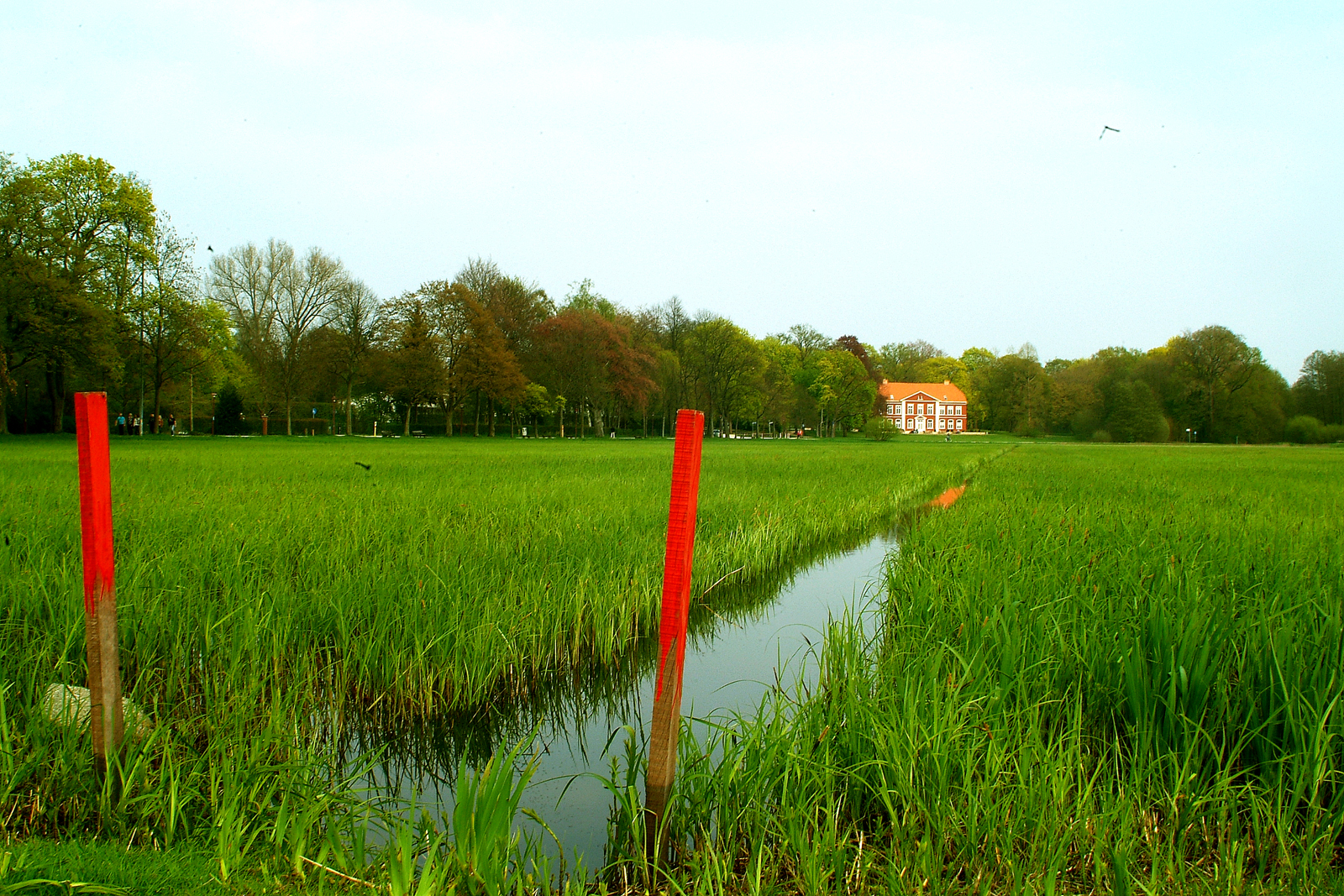
De Dammaschwiese, april 2011. Op  de achtergrond de Thaersche Villa.
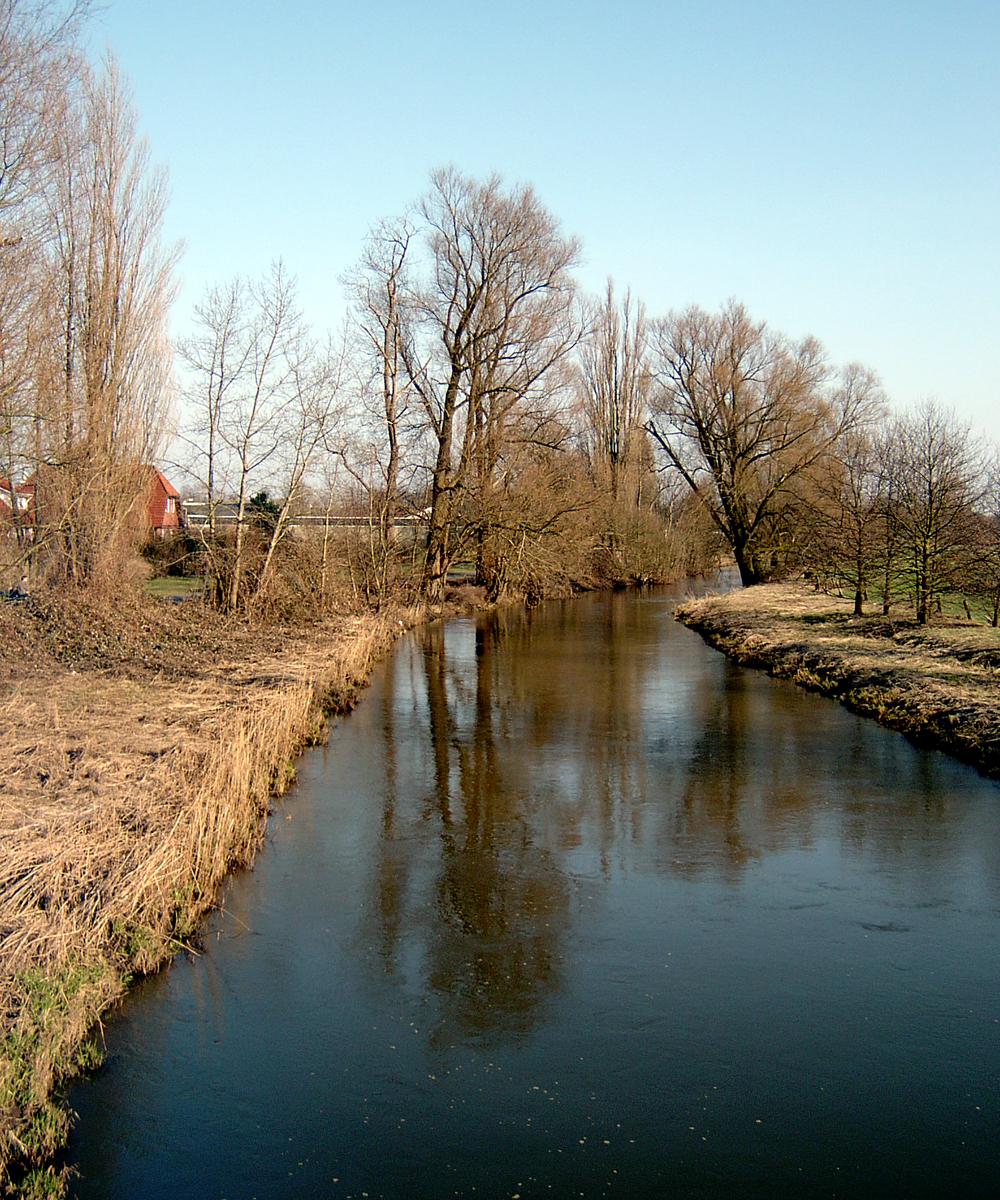
De Fuhse, een zuidelijke zijrivier van de Aller, kort voordat deze te Celle daarin uitmondt
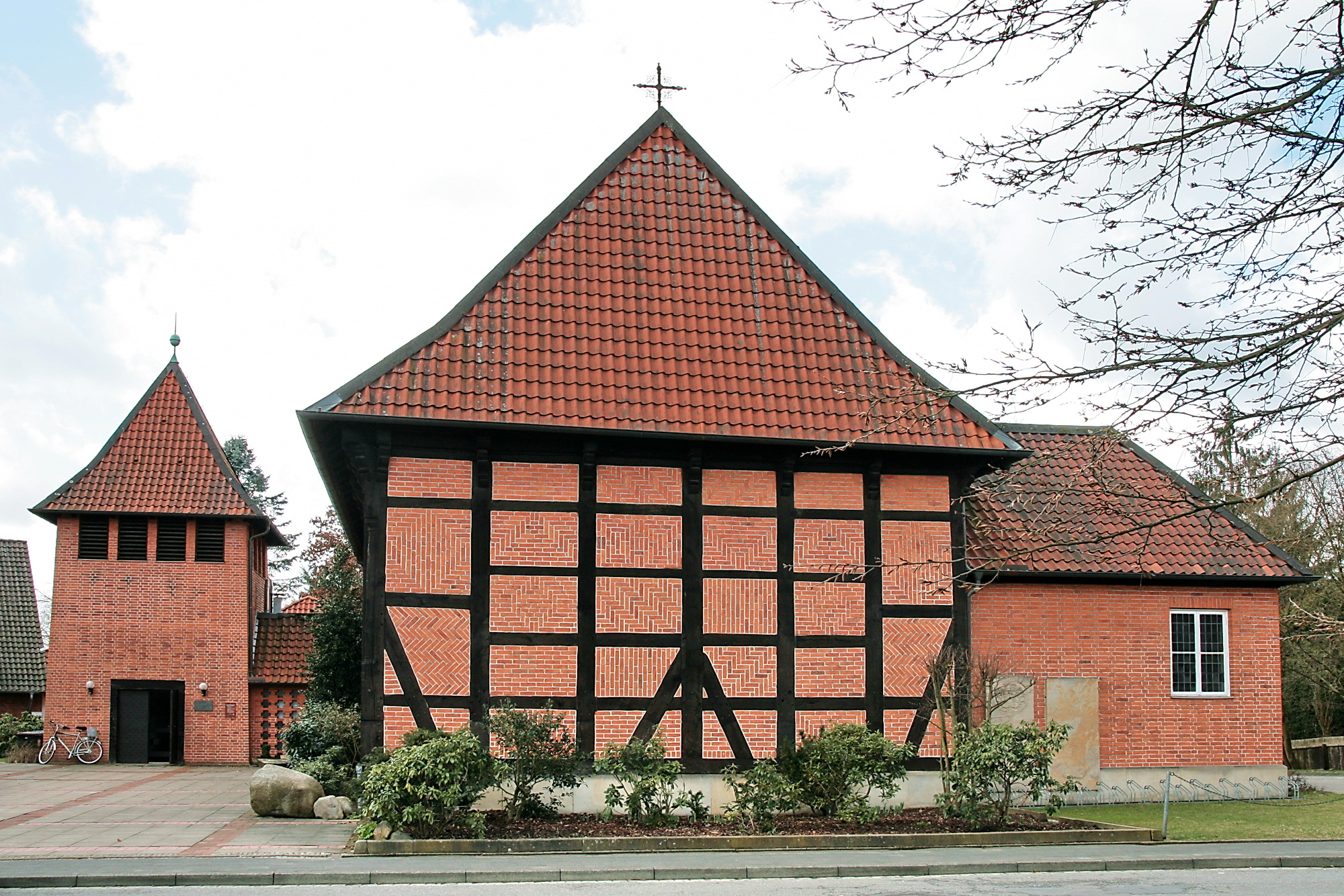
Ev-.lutherse Bonifatiuskerk, Klein Hehlen
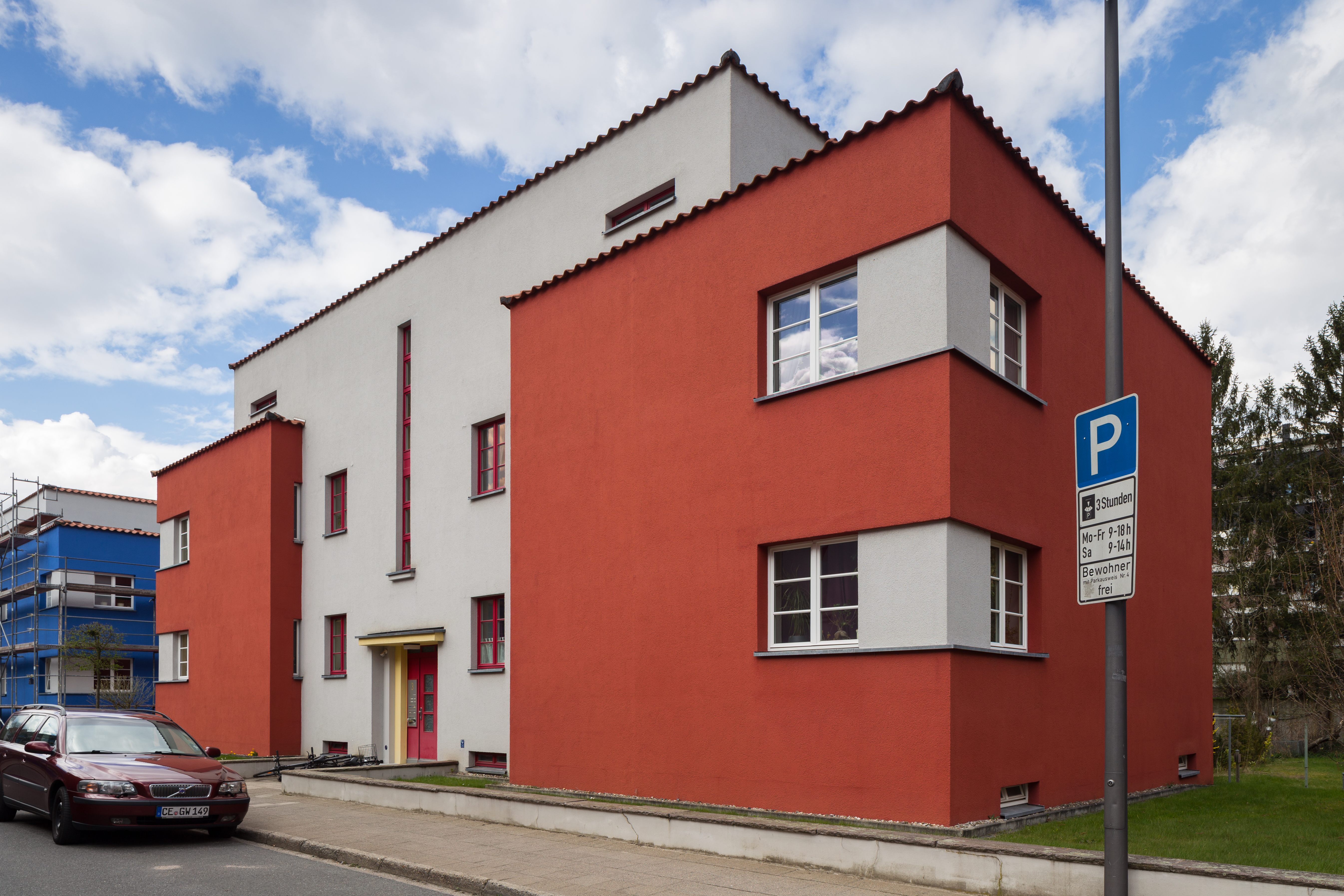
„Italienischer Garten“, huizen in de stijl van het Nieuwe Bouwen, 1924/1925
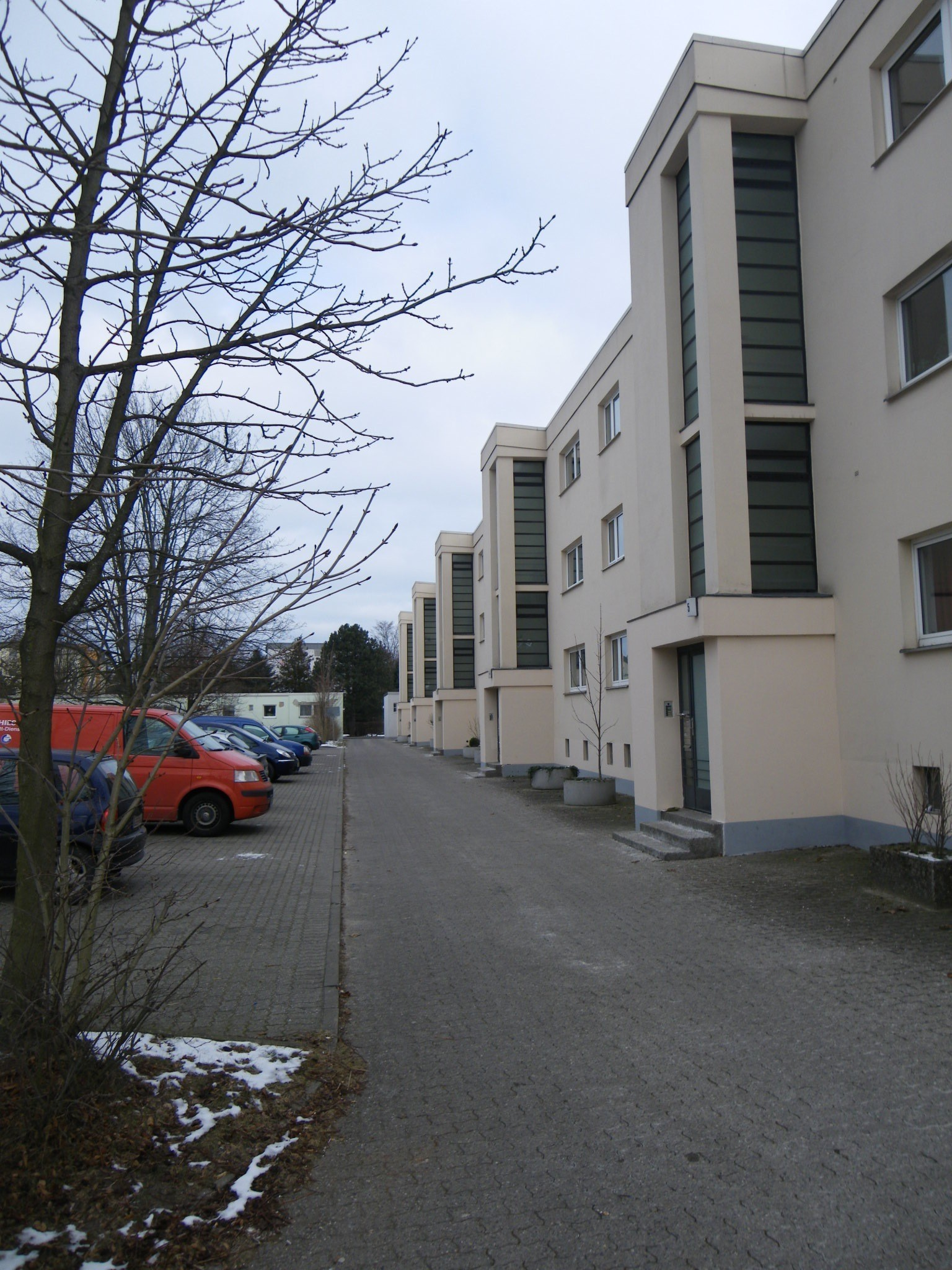
Wijk Georgsgarten, ontworpen door Otto Haesler
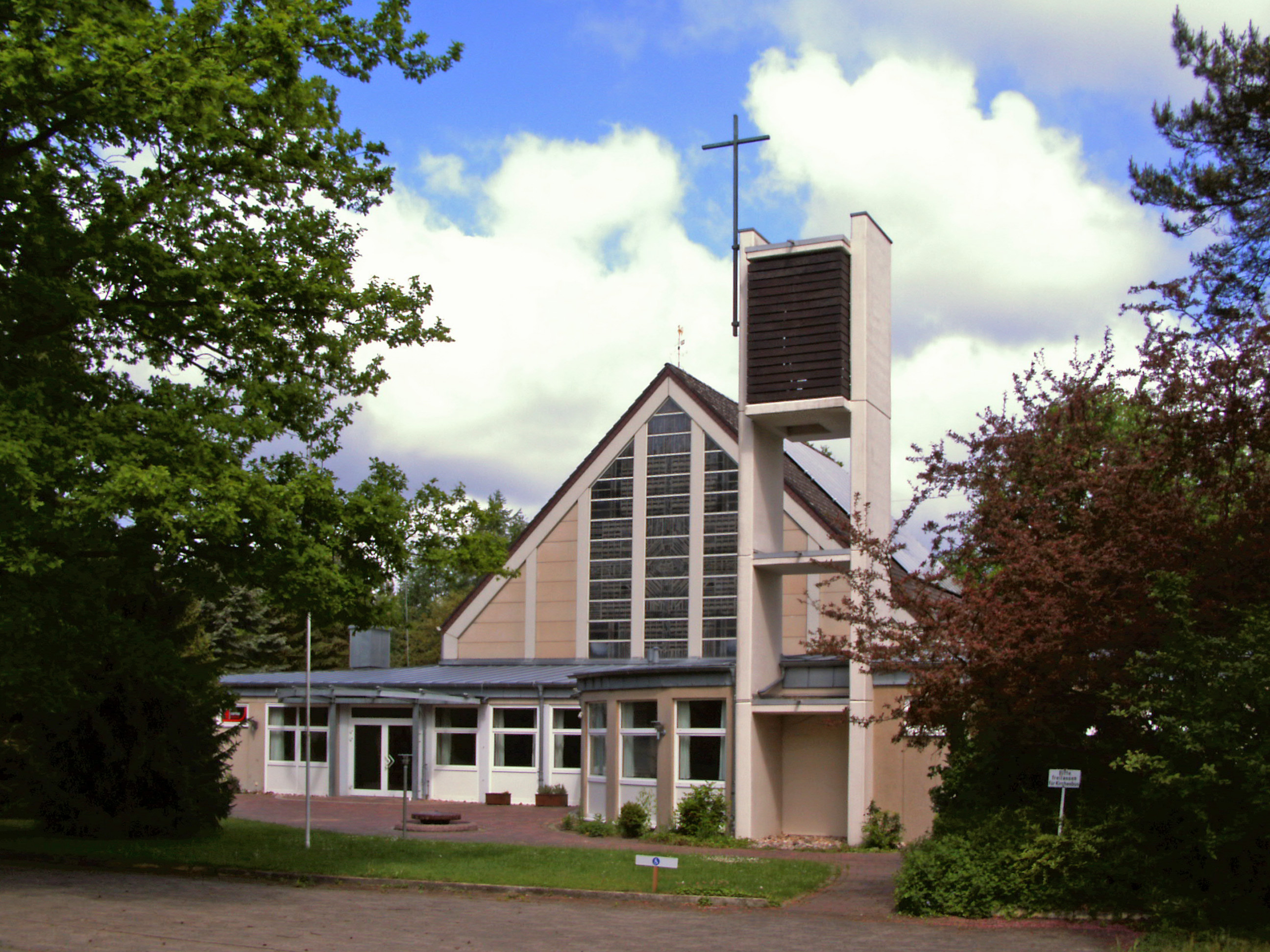
R.K. Johannes-de-Doperkerk in de wijk Vorwerk
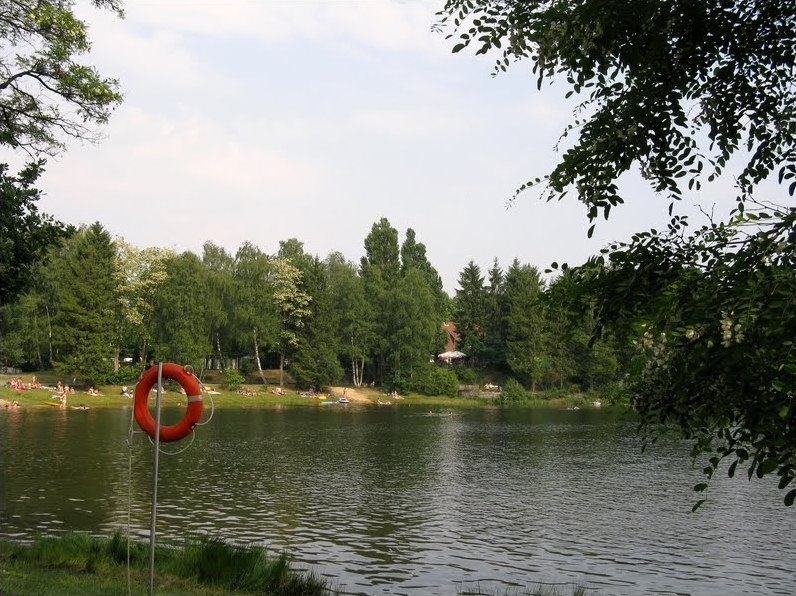
Recreatieplas Silbersee, stadsdeel Vorwerk

## Trivia
- Sinds de 17e eeuw bevindt zich 2 km ten noordwesten van het dorp Boye een van de zeer weinige eendenkooien buiten Nederland, in 1690 in opdracht van hertog Christian Ludwig zu Braunschweig-Lüneburg naar Nederlands voorbeeld aangelegd. Het gebied is nu een vogelreservaat.
- Evenals in Nederland, werden ook in Duitsland zelf in de Tweede Wereldoorlog kerkklokken gevorderd en omgesmolten. Het metaal was nodig als grondstof in de wapenindustrie. De Sint-Joriskerk in Celle was ook in de Eerste Wereldoorlog om die reden al eens van een kerkklok beroofd. Na de Tweede Wereldoorlog werd als compensatie, mede gedachtig aan de bijbelse spreuk: zwaarden omsmeden tot ploegijzers[6], een van -vroeger voor kanonnen en tanks gebruikt- gietstaal een nieuwe klok gemaakt en in de kerktoren gehangen.
- Aan de Im Rolande bevindt zich de Oorlogsbegraafplaats van Celle met meer dan 200 militaire Gemenebest oorlogsslachtoffers.